# Danh sách trò chơi Family Computer

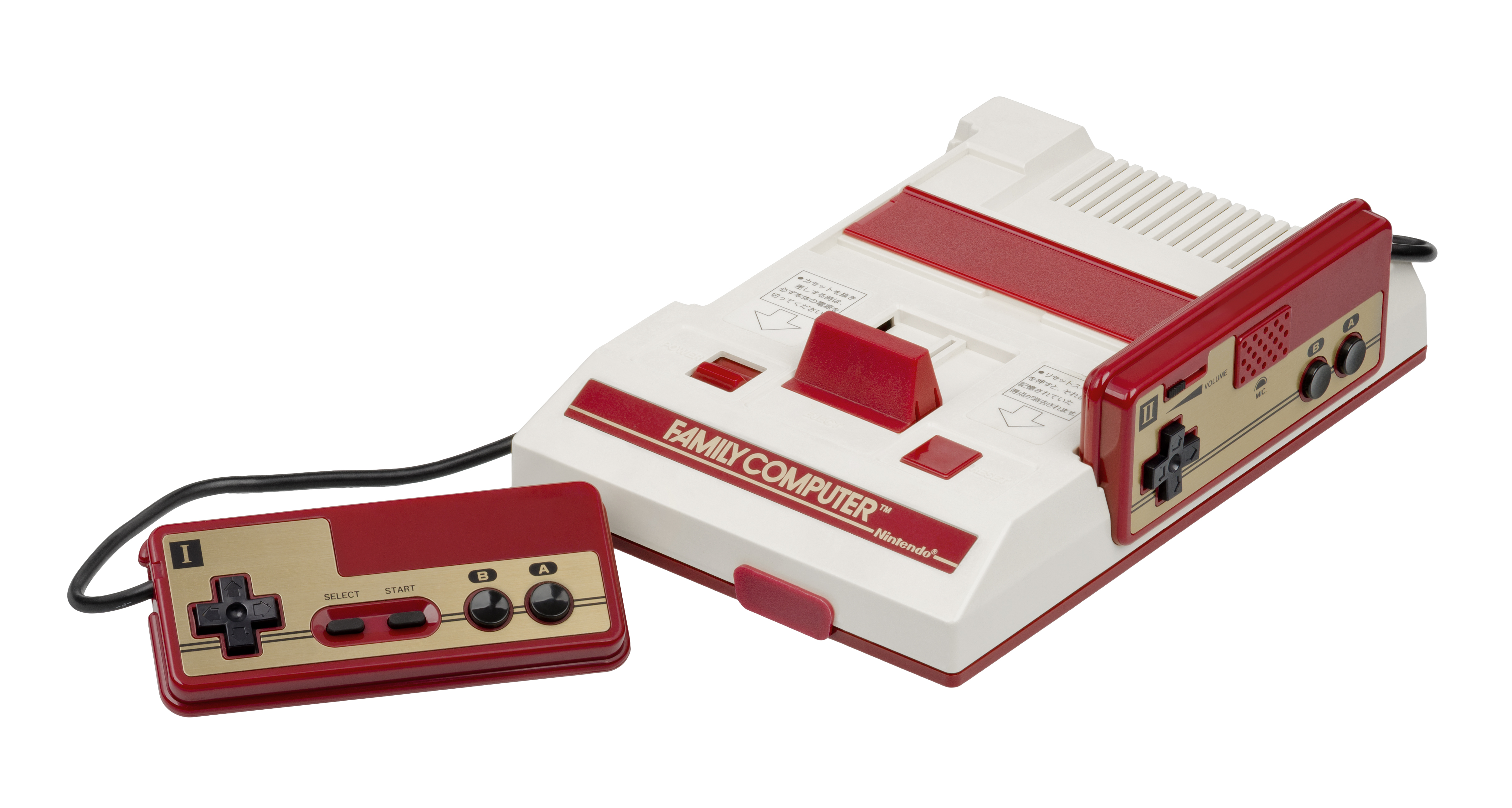
Máy Famicom.

Đây là danh sách các trò chơi điện tử được phát hành cho máy chơi trò chơi điện tử Family Computer — được phát hành với tên Nintendo Entertainment System bên ngoài Nhật Bản.
Family Computer được Nintendo phát hành vào ngày 15 tháng 7 năm 1983 và có các phiên bản chuyển thể của Donkey Kong, Donkey Kong Junior, và Popeye là những tựa trò chơi ra mắt; trò chơi cuối cùng được cấp phép cho máy là Takahashi Meijin no Bōken Jima IV (Adventure Island IV) năm 1994. Famicom trở thành máy chơi trò chơi điện tử bán chạy nhất vào cuối năm 1984, mở đường cho việc phát hành hệ thống này ở Bắc Mỹ vào năm 1985.
Ngoài các trò chơi, một phần mềm lập trình có tên Family BASIC đã được Nintendo, Hudson Soft và Sharp Corporation tạo ra và phát hành vào ngày 21 tháng 6 năm 1984. Một phiên bản cập nhật của phần mềm có tên Family BASIC V3 được phát hành vào ngày 21 tháng 2 năm 1985.

## Danh sách
Danh sách này được sắp xếp theo thứ tự bảng chữ cái theo tên tiếng Nhật. Bằng cách nhấp vào biểu tượng mũi tên trong tiêu đề cột, nó cũng có thể được sắp xếp theo thứ tự bảng chữ cái theo tên tiếng Anh (nếu có), theo thứ tự bảng chữ cái của nhà sán xuất hoặc theo thứ tự thời gian theo ngày phát hành.
Danh sách có 1046 trò chơi
| Tựa gốc của trò chơi                                                | Tựa trên máy NES | Ngày                 | Nhà phát hành              |
| ------------------------------------------------------------------- | --- | -------------------- | -------------------------- |
| 2010 Street Fighter                                                 | Street Fighter 2010: The Final Fight                                                                                             | 8 tháng 8 năm 1990   | Capcom                     |
| 4 Nin Uchi Mahjong                                                  | — | 2 tháng 11 năm 1984  | Nintendo                   |
| 8 Eyes                                                              | 8 Eyes | 27 tháng 9 năm 1988  | SETA                       |
| A Ressha de Ikou                                                    | — | 21 tháng 8 năm 1991  | Pony Canyon                |
| A Week of Garfield                                                  | — | 7 tháng 4 năm 1989   | Towachiki                  |
| Aa Yakyū Jinsei Itchokusen                                          | — | 25 tháng 12 năm 1992 | Sammy                      |
| Abadox                                                              | Abadox | 15 tháng 12 năm 1989 | Natsume                    |
| Abarenbou Tengu                                                     | Zombie Nation | 14 tháng 12 năm 1990 | Meldac                     |
| Aces: Iron Eagle III                                                | Ultimate Air Combat | 7 tháng 8 năm 1992   | Pack-In-Video              |
| Advanced Dungeons & Dragons: Dragons of Flame                       | — | 21 tháng 2 năm 1992  | Pony Canyon                |
| Advanced Dungeons & Dragons: Heroes of the Lance                    | Advanced Dungeons & Dragons: Heroes of the Lance                                                                                 | 8 tháng 3 năm 1991   | Pony Canyon                |
| Advanced Dungeons & Dragons: Hillsfar                               | Advanced Dungeons & Dragons: Hillsfar                                                                                            | 21 tháng 3 năm 1991  | Pony Canyon                |
| Advanced Dungeons & Dragons: Pool of Radiance                       | Advanced Dungeons & Dragons: Pool of Radiance                                                                                    | 28 tháng 6 năm 1991  | Pony Canyon                |
| Adventures of Lolo                                                  | Adventures of Lolo 2 | 6 tháng 1 năm 1990   | HAL                        |
| Adventures of Lolo 2                                                | Adventures of Lolo 3 | 26 tháng 12 năm 1990 | HAL                        |
| After Burner II                                                     | — | 30 tháng 3 năm 1989  | Sunsoft                    |
| Ai Sensei no Oshiete: Watashi no Hoshi                              | — | 26 tháng 3 năm 1993  | Irem                       |
| Aigiina no Yogen: From the Legend of Balubalouk                     | — | 21 tháng 11 năm 1986 | Vic Tokai                  |
| Air Fortress                                                        | Air Fortress | 11 tháng 8 năm 1987  | HAL                        |
| Airwolf                                                             | — | 24 tháng 12 năm 1988 | Kyugo Boueki               |
| Akagawa Jirou no Yuurei Ressha                                      | — | 8 tháng 2 năm 1991   | King Records               |
| Akira                                                               | — | 24 tháng 12 năm 1988 | Taito                      |
| Akuma no Shoutaijou                                                 | Uninvited | 29 tháng 9 năm 1989  | Kemco                      |
| Akuma-kun: Makai no Wana                                            | — | 24 tháng 2 năm 1990  | Bandai                     |
| Akumajou Densetsu                                                   | Castlevania III: Dracula's Curse                                                                                                 | 22 tháng 12 năm 1989 | Konami                     |
| Akumajou Dracula                                                    | Castlevania | 5 tháng 2 năm 1993   | Konami                     |
| Akumajou Special: Boku Dracula Kun                                  | — | 19 tháng 10 năm 1990 | Konami                     |
| Alien Syndrome                                                      | Alien Syndrome (unlicensed) | 2 tháng 12 năm 1988  | Sunsoft                    |
| America Daitōryō Senkyo                                             | — | 28 tháng 10 năm 1988 | Hect                       |
| America Oudan Ultra Quiz: Shijou Saidai no Tatakai                  | — | 29 tháng 11 năm 1991 | Tomy                       |
| American Dream                                                      | — | 23 tháng 9 năm 1989  | Coconuts Japan             |
| Ankoku Shinwa: Yamato Takeru Densetsu                               | — | 24 tháng 3 năm 1989  | Tokyo Shoseki              |
| Aoki Ookami to Shiroki Mejika: Genchou Hishi                        | — | 25 tháng 3 năm 1993  | Koei                       |
| Aoki Ookami to Shiroki Mejika: Genghis Khan                         | Genghis Khan | 20 tháng 4 năm 1989  | Koei                       |
| Arabian Dream Scheherazade                                          | Magic of Scheherazade, The | 3 tháng 9 năm 1987   | Culture Brain              |
| Arctic                                                              | — | 23 tháng 2 năm 1990  | Pony Canyon                |
| Argos no Senshi                                                     | Rygar | 14 tháng 4 năm 1987  | Tecmo                      |
| Argus                                                               | — | 17 tháng 4 năm 1986  | Jaleco                     |
| Arkanoid                                                            | Arkanoid | 26 tháng 12 năm 1986 | Taito                      |
| Arkanoid II                                                         | — | 8 tháng 3 năm 1988   | Taito                      |
| Armadillo                                                           | — | 9 tháng 8 năm 1991   | IGS                        |
| Artelius                                                            | — | 13 tháng 11 năm 1987 | Nihon Bussan               |
| Asmik-kun Land                                                      | — | 20 tháng 12 năm 1991 | Asmik                      |
| ASO: Armored Scrum Object                                           | Alpha Mission | 3 tháng 9 năm 1986   | SNK                        |
| Astro Fang: Super Machine                                           | — | 26 tháng 10 năm 1990 | A-Wave                     |
| Astro Robo Sasa                                                     | — | 9 tháng 8 năm 1985   | ASCII                      |
| Athena                                                              | Athena | 5 tháng 6 năm 1987   | SNK                        |
| Atlantis no Nazo                                                    | — | 17 tháng 4 năm 1986  | Sunsoft                    |
| Attack Animal Gakuen                                                | — | 26 tháng 12 năm 1987 | Pony Canyon                |
| B-Wings                                                             | — | 3 tháng 6 năm 1986   | Data East                  |
| Babel no Tou                                                        | — | 18 tháng 7 năm 1986  | Namco                      |
| Baken Hisshou Gaku: Gate In                                         | — | 25 tháng 5 năm 1990  | K Amusement                |
| Bakushō! Ai no Gekijō                                               | — | 29 tháng 12 năm 1990 | Coconuts Japan             |
| Bakushou!! Jinsei Gekijou                                           | — | 17 tháng 3 năm 1989  | Taito                      |
| Bakushou!! Jinsei Gekijou 2                                         | — | 22 tháng 3 năm 1991  | Taito                      |
| Bakushou!! Jinsei Gekijou 3                                         | — | 20 tháng 12 năm 1991 | Taito                      |
| Bakushō! Star Monomane Shitennō                                     | — | 14 tháng 9 năm 1990  | Pack-In-Video              |
| Ballblazer                                                          | — | 4 tháng 3 năm 1988   | Pony Canyon                |
| Balloon Fight                                                       | Balloon Fight | 22 tháng 1 năm 1985  | Nintendo                   |
| Baltron                                                             | — | 19 tháng 3 năm 1986  | Toei Animation             |
| Banana                                                              | — | 8 tháng 9 năm 1986   | Victor                     |
| Bananan Ouji no Daibouken                                           | Banana Prince | 20 tháng 12 năm 1991 | Takara                     |
| Barcode World                                                       | — | 18 tháng 12 năm 1992 | Sunsoft                    |
| Bard's Tale: Tales of the Không xác định                            | Bard's Tale: Tales of the Không xác định                                                                                         | 21 tháng 12 năm 1990 | Pony Canyon                |
| The Bard's Tale II: The Destiny Knight                              | — | 25 tháng 1 năm 1992  | Pony Canyon                |
| Baseball                                                            | Baseball | 7 tháng 12 năm 1983  | Nintendo                   |
| Baseball Fighter                                                    | — | 5 tháng 7 năm 1991   | VAP                        |
| Baseball Stars: Mezase Sankanou!!                                   | Baseball Stars | 19 tháng 5 năm 1989  | SNK                        |
| Batman                                                              | Batman | 22 tháng 12 năm 1989 | Sunsoft                    |
| Bats & Terry                                                        | — | 22 tháng 7 năm 1987  | Use                        |
| Battle Baseball                                                     | — | 19 tháng 2 năm 1993  | Banpresto                  |
| Battle City                                                         | — | 9 tháng 9 năm 1985   | Namco                      |
| Battle Fleet                                                        | — | 22 tháng 6 năm 1990  | Namco                      |
| Battle Formula                                                      | Super Spy Hunter | 27 tháng 9 năm 1991  | Sunsoft                    |
| Datach: Battle Rush: Build Up Robot Tournament                      | — | 13 tháng 11 năm 1993 | Bandai                     |
| Battle Stadium: Senbatsu Pro Yakyuu                                 | — | 20 tháng 12 năm 1990 | IGS                        |
| Battle Storm                                                        | — | 21 tháng 12 năm 1991 | Yonezawa PR21              |
| Battletoads                                                         | Battletoads | 20 tháng 12 năm 1991 | NCS                        |
| Be-Bop High School: Koukousei Gokuraku Densetsu                     | — | 30 tháng 3 năm 1988  | Data East                  |
| Best Keiba: Derby Stallion                                          | — | 21 tháng 12 năm 1991 | ASCII                      |
| Best Play Pro Yakyuu                                                | — | 15 tháng 7 năm 1988  | ASCII                      |
| Best Play Pro Yakyuu II                                             | — | 30 tháng 3 năm 1990  | ASCII                      |
| Best Play Pro Yakyuu '90                                            | — | 13 tháng 12 năm 1990 | ASCII                      |
| Best Play Pro Yakyuu Shin Data                                      | — | 11 tháng 11 năm 1988 | ASCII                      |
| Best Play Pro Yakyuu Special                                        | — | 16 tháng 10 năm 1992 | ASCII                      |
| Bikkuri Nekketsu Shin Kiroku! Harukanaru Kin Medal                  | Crash 'n the Boys: Street Challenge                                                                                              | 26 tháng 6 năm 1992  | Technos Japan              |
| Bikkuriman World: Gekitou Sei Senshi                                | — | 27 tháng 7 năm 1990  | Hudson Soft                |
| Binary Land                                                         | — | 19 tháng 12 năm 1985 | Hudson Soft                |
| Bio Miracle Bokutte Upa                                             | — | 26 tháng 2 năm 1993  | Konami                     |
| Bio Senshi Dan: Increaser to no Tatakai                             | Bashi Bazook: Morphoid Masher (unreleased)                                                                                       | 22 tháng 9 năm 1987  | Jaleco                     |
| Bird Week                                                           | — | 3 tháng 6 năm 1986   | Toshiba EMI                |
| The Black Bass                                                      | — | 6 tháng 2 năm 1987   | Hot B                      |
| The Black Bass 2                                                    | The Black Bass | 18 tháng 10 năm 1988 | Hot B                      |
| Blodia Land: Puzzle Quest                                           | — | 11 tháng 8 năm 1990  | Tonkin House               |
| Bloody Warriors: Shan-Go no Gyakushuu                               | — | 19 tháng 10 năm 1990 | Toei Animation             |
| Blue Marlin, The                                                    | The Blue Marlin | 27 tháng 12 năm 1991 | Hot B                      |
| Bokosuka Wars                                                       | — | 14 tháng 12 năm 1985 | ASCII                      |
| Bomber King                                                         | RoboWarrior | 7 tháng 8 năm 1987   | Hudson Soft                |
| Bomberman                                                           | Bomberman | 19 tháng 12 năm 1985 | Hudson Soft                |
| Bomberman II                                                        | Bomberman II | 28 tháng 6 năm 1991  | Hudson Soft                |
| Booby Kids                                                          | — | 10 tháng 7 năm 1987  | Nihon Bussan               |
| Boulder Dash                                                        | Boulder Dash | 23 tháng 3 năm 1990  | Data East                  |
| Bubble Bobble 2                                                     | Bubble Bobble Part 2 | 5 tháng 3 năm 1993   | Taito                      |
| Bucky O'Hare                                                        | Bucky O'Hare | 31 tháng 1 năm 1992  | Konami                     |
| Buggy Popper                                                        | Bump 'n' Jump | 8 tháng 10 năm 1986  | Data East                  |
| Burai Fighter                                                       | Burai Fighter | 20 tháng 7 năm 1990  | Taito                      |
| BurgerTime                                                          | BurgerTime | 27 tháng 11 năm 1985 | Namco                      |
| Business Wars                                                       | — | 24 tháng 1 năm 1992  | Hect                       |
| Cadillac                                                            | — | 2 tháng 2 năm 1990   | Hect                       |
| Capcom Barcelona '92                                                | Capcom's Gold Medal Challenge '92                                                                                                | 5 tháng 6 năm 1992   | Capcom                     |
| Captain Ed                                                          | — | 25 tháng 8 năm 1989  | CBS Sony Group             |
| Captain Saver                                                       | Power Blade 2 | 29 tháng 9 năm 1992  | Taito                      |
| Captain Silver                                                      | — | 16 tháng 12 năm 1988 | Tokuma Shoten              |
| Captain Tsubasa                                                     | Tecmo Cup Soccer Game | 28 tháng 4 năm 1988  | Tecmo                      |
| Captain Tsubasa Vol. II: Super Striker                              | — | 20 tháng 7 năm 1990  | Tecmo                      |
| Casino Derby & Super Bingo                                          | — | 19 tháng 3 năm 1993  | Yonezawa PR21              |
| Castle Excellent                                                    | Castlequest | 28 tháng 11 năm 1986 | ASCII                      |
| Castle Quest                                                        | — | 19 tháng 4 năm 1990  | Hudson Soft                |
| Chack'n Pop                                                         | — | 24 tháng 5 năm 1985  | Taito                      |
| Challenger                                                          | — | 15 tháng 10 năm 1985 | Hudson Soft                |
| Championship Bowling                                                | Championship Bowling | 8 tháng 2 năm 1991   | Athena                     |
| Championship Lode Runner                                            | — | 17 tháng 4 năm 1985  | Hudson Soft                |
| Chaos World                                                         | — | 25 tháng 10 năm 1991 | Natsume                    |
| Chester Field: Ankoku Shin e no Chōsen                              | — | 30 tháng 7 năm 1987  | Vic Tokai                  |
| Chibi Maruko-Chan: Uki Uki Shopping                                 | — | 4 tháng 10 năm 1991  | Namco                      |
| Chiisana Obake: Achhi Sochhi Kocchi                                 | — | 4 tháng 12 năm 1992  | VAP                        |
| Chiki Chiki Machine Mou Race                                        | Wacky Races | 25 tháng 12 năm 1991 | Atlus                      |
| Chip to Dale no Daisakusen                                          | Chip 'N Dale: Rescue Rangers | 8 tháng 6 năm 1990   | Capcom                     |
| Chip to Dale no Daisakusen 2                                        | Chip 'N Dale: Rescue Rangers 2                                                                                                   | 10 tháng 12 năm 1993 | Capcom                     |
| Chitei Senkou Bazolder                                              | Wurm: Journey to the Center of the Earth                                                                                         | 15 tháng 11 năm 1991 | SOFEL                      |
| Chiyonofuji no Ōichō                                                | — | 7 tháng 12 năm 1990  | Face                       |
| Choplifter                                                          | — | 26 tháng 6 năm 1986  | Jaleco                     |
| Chou-Wakusei Senki MetaFight                                        | Blaster Master | 17 tháng 6 năm 1988  | Sunsoft                    |
| Choujikuu Yousai Macross                                            | — | 10 tháng 12 năm 1985 | Namco                      |
| Chōjin Sentai Jetman                                                | — | 21 tháng 12 năm 1991 | Angel                      |
| Choujin Ultra Baseball                                              | Baseball Simulator 1.000 | 27 tháng 10 năm 1989 | Culture Brain              |
| Choujinrou Senki Warwolf                                            | Werewolf: The Last Warrior | 28 tháng 6 năm 1991  | Takara                     |
| Chuugoku Janshi Story: Tonpuu                                       | — | 23 tháng 12 năm 1989 | Natsume                    |
| Chuugoku Senseijutsu                                                | — | 29 tháng 11 năm 1988 | Jaleco                     |
| Chuuka Taisen                                                       | — | 22 tháng 9 năm 1989  | Taito                      |
| Circus Charlie                                                      | — | 4 tháng 3 năm 1986   | Soft Pro                   |
| City Adventure Touch: Mystery of Triangle                           | — | 14 tháng 3 năm 1987  | Toho                       |
| City Connection                                                     | City Connection | 27 tháng 9 năm 1985  | Jaleco                     |
| Clu Clu Land                                                        | Clu Clu Land | 22 tháng 11 năm 1984 | Nintendo                   |
| Cobra Command                                                       | Cobra Command | 21 tháng 10 năm 1988 | Data East                  |
| Cocoron                                                             | — | 3 tháng 5 năm 1991   | Takeru                     |
| Columbus: Ougon no Yoake                                            | — | 20 tháng 11 năm 1992 | Tomy                       |
| Conflict                                                            | Conflict | 1 tháng 12 năm 1989  | Vic Tokai                  |
| Contra                                                              | Contra (USA version) Probotector (European version) Gryzor (Oceania and Europe)                                                  | 9 tháng 2 năm 1988   | Konami                     |
| Cosmic Epsilon                                                      | — | 24 tháng 11 năm 1989 | Asmik                      |
| Cosmic Wars                                                         | — | 4 tháng 8 năm 1989   | Konami                     |
| Cosmo Genesis                                                       | Star Voyager | 23 tháng 12 năm 1986 | ASCII                      |
| Cosmo Police Galivan                                                | — | 3 tháng 6 năm 1988   | Nihon Bussan               |
| Crayon Shin-Chan: Ora to Poi Poi                                    | — | 27 tháng 8 năm 1993  | Bandai                     |
| Crazy Climber                                                       | — | 26 tháng 12 năm 1986 | Nihon Bussan               |
| Crisis Force                                                        | — | 27 tháng 8 năm 1991  | Konami                     |
| Cross Fire                                                          | — | 2 tháng 11 năm 1990  | Kyugo Boueki               |
| Cycle Race: Road Man                                                | — | 17 tháng 12 năm 1988 | Tokyo Shoseki              |
| Dai-2-Ji Super Robot Taisen                                         | — | 19 tháng 12 năm 1991 | Banpresto                  |
| Daikaijyu Deburasu                                                  | — | 21 tháng 12 năm 1990 | Data East                  |
| Daikoukai Jidai                                                     | Uncharted Waters | 15 tháng 3 năm 1991  | Koei                       |
| Daiku no Gen-San                                                    | Hammerin' Harry | 15 tháng 11 năm 1991 | Irem                       |
| Daiku no Gen-San 2                                                  | — | 22 tháng 10 năm 1993 | Irem                       |
| Dai Meiro - Meikyuu no Tatsujin                                     | — | 30 tháng 11 năm 1990 | Epoch                      |
| Daisenryaku                                                         | — | 11 tháng 10 năm 1988 | Bothtec                    |
| Daiva                                                               | — | 5 tháng 12 năm 1986  | Toshiba EMI                |
| Dark Lord                                                           | — | 8 tháng 2 năm 1991   | Data East                  |
| Dash Yarou                                                          | Rally Bike | 15 tháng 6 năm 1990  | Visco                      |
| Datach Crayon Shin-Chan: Ora to Poi Poi                             | — | 27 tháng 8 năm 1993  | Bandai                     |
| Datsugoku                                                           | P.O.W.: Prisoners of War | 30 tháng 6 năm 1989  | K Amusements               |
| De-Block                                                            | — | 9 tháng 8 năm 1991   | Athena                     |
| Deep Dungeon III                                                    | — | 13 tháng 5 năm 1988  | Square                     |
| Deep Dungeon IV                                                     | — | 6 tháng 4 năm 1990   | Asmik                      |
| Deja Vu                                                             | Deja Vu | 22 tháng 11 năm 1988 | Kemco                      |
| Dengeki Big Bang!                                                   | Clash at Demonhead | 27 tháng 1 năm 1989  | Vic Tokai                  |
| Densetsu no Kishi Elrond                                            | Wizards & Warriors | 15 tháng 7 năm 1988  | Jaleco                     |
| Derby Stallion Zengokuban                                           | — | 29 tháng 8 năm 1992  | ASCII                      |
| Devilman                                                            | — | 25 tháng 4 năm 1989  | Namco                      |
| Devil World                                                         | Devil World (EU only) | 5 tháng 10 năm 1984  | Nintendo                   |
| Dezaemon                                                            | — | 13 tháng 9 năm 1991  | Athena                     |
| Die Hard                                                            | Die Hard | 19 tháng 7 năm 1991  | Pack-In-Video              |
| Dig Dug                                                             | — | 4 tháng 6 năm 1985   | Namco                      |
| Dig Dug II                                                          | Dig Dug II | 18 tháng 4 năm 1986  | Namco                      |
| Digital Devil Monogatari Megami Tensei                              | — | 11 tháng 9 năm 1987  | Namco                      |
| Digital Devil Monogatari: Megami Tensei II                          | — | 6 tháng 4 năm 1990   | Namco                      |
| Doki! Doki! Yūenchi: Crazy Land Daisakusen                          | Trolls in Crazyland | 9 tháng 8 năm 1991   | VAP                        |
| Dokuganryu Masamune                                                 | — | 5 tháng 4 năm 1988   | Namco                      |
| Don Doko Don                                                        | — | 9 tháng 3 năm 1990   | Taito                      |
| Don Doko Don 2                                                      | — | 31 tháng 1 năm 1992  | Taito                      |
| Donald Duck                                                         | Snoopy's Silly Sports Spectacular                                                                                                | 22 tháng 9 năm 1988  | Kemco                      |
| Donald Land                                                         | — | 29 tháng 1 năm 1988  | Data East                  |
| Donkey Kong                                                         | Donkey Kong | 15 tháng 7 năm 1983  | Nintendo                   |
| Donkey Kong 3                                                       | Donkey Kong 3 | 4 tháng 7 năm 1984   | Nintendo                   |
| Donkey Kong Jr. Math                                                | Donkey Kong Jr. Math | 12 tháng 12 năm 1983 | Nintendo                   |
| Donkey Kong Jr.                                                     | Donkey Kong Jr. | 15 tháng 7 năm 1983  | Nintendo                   |
| Door Door                                                           | — | 18 tháng 7 năm 1985  | Enix                       |
| Doraemon                                                            | — | 12 tháng 12 năm 1986 | Hudson Soft                |
| Doraemon: Giga Zombie no Gyakushū                                   | — | 14 tháng 9 năm 1990  | Epoch                      |
| Double Dragon                                                       | Double Dragon | 8 tháng 4 năm 1988   | Technos Japan              |
| Double Dragon II: The Revenge                                       | Double Dragon II: The Revenge | 22 tháng 12 năm 1989 | Technos Japan              |
| Double Dragon III: The Rosetta Stone                                | Double Dragon III: The Sacred Stones                                                                                             | 22 tháng 2 năm 1991  | Technos Japan              |
| Double Moon Densetsu                                                | — | 30 tháng 10 năm 1992 | NCS                        |
| Dough Boy                                                           | — | 11 tháng 12 năm 1985 | Kemco                      |
| Downtown Nekketsu Koushinkyoku: Soreyuke Daiundoukai                | — | 12 tháng 10 năm 1990 | Technos Japan              |
| Downtown Nekketsu Monogatari                                        | River City Ransom (American version) Street Gangs (European version)                                                             | 25 tháng 4 năm 1989  | Technos Japan              |
| Dr. Mario                                                           | Dr. Mario | 27 tháng 7 năm 1990  | Nintendo                   |
| Dragon Ball 3: Gokuuden                                             | — | 27 tháng 10 năm 1989 | Bandai                     |
| Dragon Ball Z                                                       | — | 27 tháng 10 năm 1990 | Bandai                     |
| Dragon Ball Z Side Story: Plan to Eradicate the Saiyans             | — | 6 tháng 8 năm 1993   | Bandai                     |
| Dragon Ball Z II: Gekishin Freeza                                   | — | 10 tháng 8 năm 1991  | Bandai                     |
| Dragon Ball Z III: Ressen Jinzou Ningen                             | — | 7 tháng 8 năm 1992   | Bandai                     |
| Datach: Dragon Ball Z: Gekitou Tenkaichi Budokai                    | — | 29 tháng 12 năm 1992 | Bandai                     |
| Dragon Ball: Daimaou Fukkatsu                                       | — | 12 tháng 8 năm 1988  | Bandai                     |
| Dragon Ball: Shenron no Nazo                                        | Dragon Power(USA version) Dragon Ball: Le Secret du Dragon (European version)                                                    | 27 tháng 11 năm 1986 | Bandai                     |
| Dragon Buster                                                       | — | 7 tháng 1 năm 1987   | Namco                      |
| Dragon Buster II                                                    | — | 27 tháng 4 năm 1989  | Namco                      |
| Dragon Fighter                                                      | Dragon Fighter | 10 tháng 8 năm 1990  | Towachiki                  |
| Dragon Ninja                                                        | Bad Dudes | 14 tháng 7 năm 1989  | Namco                      |
| Dragon Quest                                                        | Dragon Warrior | 27 tháng 5 năm 1986  | Enix                       |
| Dragon Quest II: Gods of the Evil Spirits                           | Dragon Warrior II | 26 tháng 1 năm 1987  | Enix                       |
| Dragon Quest III: And thus into Legend...                           | Dragon Warrior III | 10 tháng 2 năm 1988  | Enix                       |
| Dragon Quest IV: The Guided Ones                                    | Dragon Warrior IV | 11 tháng 2 năm 1990  | Enix                       |
| Dragon Scroll                                                       | — | 4 tháng 12 năm 1987  | Konami                     |
| Dragon Slayer IV: Drasle Family                                     | Legacy of the Wizard | 17 tháng 7 năm 1987  | Namco                      |
| Dragon Slayer Jr.: Romancia                                         | — | 30 tháng 10 năm 1987 | Tokyo Shoseki              |
| Dragon Spirit: Aratanaru Densetsu                                   | Dragon Spirit: The New Legend | 14 tháng 4 năm 1989  | Namco                      |
| Dragon Unit                                                         | Castle of Dragon | 27 tháng 2 năm 1990  | Athena                     |
| Dragon Wars                                                         | — | 9 tháng 8 năm 1991   | Kemco                      |
| Dragon's Lair                                                       | Dragon's Lair | 20 tháng 9 năm 1991  | Epic/Sony Records          |
| Dream Master                                                        | — | 22 tháng 9 năm 1992  | Namco                      |
| Duck Hunt                                                           | Duck Hunt | 21 tháng 4 năm 1984  | Nintendo                   |
| DuckTales 2                                                         | DuckTales 2 | 23 tháng 4 năm 1993  | Capcom                     |
| Dungeon Kid                                                         | — | 31 tháng 8 năm 1990  | Quest Corporation          |
| Dungeon & Magic: Sword of Element                                   | Dungeon Magic: Sword of the Elements                                                                                             | 10 tháng 11 năm 1989 | Natsume                    |
| Dynamite Batman                                                     | Batman: Return of the Joker | 20 tháng 12 năm 1991 | Sunsoft                    |
| Dynamite Bowl                                                       | — | 24 tháng 5 năm 1987  | Toshiba EMI                |
| Eggerland: Meikyū no Fukkatsu                                       | — | 9 tháng 8 năm 1988   | HAL                        |
| Egypt                                                               | — | 31 tháng 5 năm 1991  | Human Entertainment        |
| Elevator Action                                                     | Elevator Action | 28 tháng 6 năm 1985  | Taito                      |
| Elnark no Zaihou                                                    | — | 10 tháng 8 năm 1987  | Towachiki                  |
| Elysion                                                             | — | 28 tháng 4 năm 1988  | Tokyo Shoseki              |
| Emoyan no 10-bai Pro Yakyuu                                         | — | 19 tháng 12 năm 1989 | Hect                       |
| Erika to Satoru no Yume Bōken                                       | — | 27 tháng 9 năm 1988  | Namco                      |
| Esper Boukentai                                                     | — | 13 tháng 10 năm 1987 | Jaleco                     |
| Esper Dream 2                                                       | — | 26 tháng 6 năm 1992  | Konami                     |
| Excitebike                                                          | Excitebike | 30 tháng 11 năm 1984 | Nintendo                   |
| Exciting Boxing                                                     | — | 16 tháng 12 năm 1987 | Konami                     |
| Exciting Rally                                                      | Championship Rally | 24 tháng 4 năm 1992  | HAL                        |
| Exed Exes                                                           | — | 21 tháng 12 năm 1985 | Tokuma Shoten              |
| Exerion                                                             | — | 11 tháng 2 năm 1985  | Jaleco                     |
| F1 Circus                                                           | — | 7 tháng 2 năm 1992   | Nihon Bussan               |
| F-1 Sensation                                                       | Formula 1 Sensation (EU only) | 29 tháng 1 năm 1993  | Konami                     |
| F-1 Race                                                            | — | 2 tháng 11 năm 1984  | Nintendo                   |
| Famicom Igo Nyuumon                                                 | — | 29 tháng 11 năm 1991 | I'Max                      |
| Famicom Jump: Hero Retsuden                                         | — | 15 tháng 2 năm 1989  | Bandai                     |
| Famicom Jump II: The Strongest Seven                                | — | 2 tháng 12 năm 1991  | Bandai                     |
| Famicom Meijinsen                                                   | — | 2 tháng 9 năm 1988   | SNK                        |
| Famicom Shougi: Ryuu-Ou-Sen                                         | — | 15 tháng 2 năm 1991  | I'Max                      |
| Famicom Top Management                                              | — | 12 tháng 12 năm 1990 | Koei                       |
| Famicom Wars                                                        | — | 12 tháng 8 năm 1988  | Nintendo                   |
| Famicom Yakyuuban                                                   | — | 15 tháng 12 năm 1989 | Epoch                      |
| Family Block                                                        | Thunder & Lightning | 12 tháng 4 năm 1991  | Athena                     |
| Family Boxing                                                       | Ring King | 19 tháng 6 năm 1987  | Namco                      |
| Family Circuit                                                      | — | 6 tháng 2 năm 1988   | Namco                      |
| Family Circuit '91                                                  | — | 19 tháng 7 năm 1991  | Namco                      |
| Family Computer Othello                                             | Othello | 13 tháng 11 năm 1986 | Kawada, Co. Ltd            |
| Family Jockey                                                       | — | 24 tháng 4 năm 1987  | Namco                      |
| Family Mahjong                                                      | — | 11 tháng 8 năm 1987  | Namco                      |
| Family Mahjong II: Shanghai he no Michi                             | — | 25 tháng 11 năm 1988 | Namco                      |
| Family Pinball                                                      | Rock 'n Ball | 24 tháng 3 năm 1989  | Namco                      |
| Family Quiz                                                         | — | 16 tháng 11 năm 1988 | Athena                     |
| Family Tennis                                                       | — | 11 tháng 12 năm 1987 | Namco                      |
| Family Trainer: Aerobics Studio                                     | Dance Aerobics | 26 tháng 2 năm 1987  | Bandai                     |
| Family Trainer: Athletic World                                      | Athletic World | 12 tháng 11 năm 1986 | Bandai                     |
| Family Trainer: Daiundōkai                                          | Super Team Games | 27 tháng 11 năm 1987 | Bandai                     |
| Family Trainer: Fuuun! Takeshi Shiro 2                              | — | 20 tháng 12 năm 1988 | Bandai                     |
| Family Trainer: Jogging Race                                        | — | 28 tháng 5 năm 1987  | Bandai                     |
| Family Trainer: Manhattan Police                                    | Street Cop | 31 tháng 8 năm 1987  | Bandai                     |
| Family Trainer: Meiro Daisakusen                                    | — | 31 tháng 7 năm 1987  | Bandai                     |
| Family Trainer: Rai Rai! Kyonshizu: Baby Kyonshi no Amida Daibouken | — | 26 tháng 1 năm 1988  | Bandai                     |
| Family Trainer: Running Stadium                                     | Stadium Events/World Class Track Meet                                                                                            | 23 tháng 12 năm 1986 | Bandai                     |
| Family Trainer: Totsugeki! Fuuun Takeshi Shiro                      | — | 28 tháng 12 năm 1987 | Bandai                     |
| Famista '89 Kaimaku Ban!!                                           | — | 28 tháng 7 năm 1989  | Namco                      |
| Famista '90                                                         | — | 19 tháng 12 năm 1989 | Namco                      |
| Famista '91                                                         | — | 21 tháng 12 năm 1990 | Namco                      |
| Famista '92                                                         | — | 20 tháng 12 năm 1991 | Namco                      |
| Famista '93                                                         | — | 22 tháng 12 năm 1992 | Namco                      |
| Famista '94                                                         | — | 1 tháng 12 năm 1993  | Namco                      |
| Fantasy Zone                                                        | Fantasy Zone (unlicensed) | 20 tháng 7 năm 1987  | Sunsoft                    |
| Fantasy Zone 2: The Teardrop of Opa-Opa                             | — | 20 tháng 12 năm 1988 | Sunsoft                    |
| Faria Fuuin no Tsurugi                                              | Faria: A World of Mystery and Danger                                                                                             | 21 tháng 7 năm 1989  | Hi-Score Media Work        |
| Faxanadu                                                            | Faxanadu | 16 tháng 11 năm 1987 | Hudson Soft                |
| FC Genjin                                                           | Bonk's Adventure | 30 tháng 7 năm 1993  | Hudson Soft                |
| Ferrari                                                             | Ferrari Grand Prix Challenge | 13 tháng 11 năm 1992 | Coconuts Japan             |
| Field Combat                                                        | — | 9 tháng 7 năm 1985   | Jaleco                     |
| Fighting Golf                                                       | Lee Trevino's Fighting Golf | 24 tháng 3 năm 1988  | SNK                        |
| Fighting Road                                                       | — | 13 tháng 12 năm 1988 | Toei Animation             |
| Final Fantasy                                                       | Final Fantasy | 18 tháng 12 năm 1987 | Square                     |
| Final Fantasy I+II                                                  | — | 27 tháng 2 năm 1994  | Square                     |
| Final Fantasy II                                                    | — | 17 tháng 12 năm 1988 | Square                     |
| Final Fantasy III                                                   | — | 27 tháng 4 năm 1990  | Square                     |
| Final Lap                                                           | — | 12 tháng 8 năm 1988  | Namco                      |
| Final Mission                                                       | S.C.A.T.: Special Cybernetic Attack Team                                                                                         | 22 tháng 6 năm 1990  | Natsume                    |
| Fire Emblem: Shadow Dragon and the Blade of Light                   | — | 20 tháng 4 năm 1990  | Nintendo                   |
| Fire Emblem Gaiden                                                  | — | 14 tháng 3 năm 1992  | Nintendo                   |
| Flappy                                                              | — | 14 tháng 6 năm 1985  | DB Soft                    |
| Fleet Commander                                                     | — | 29 tháng 3 năm 1988  | ASCII                      |
| Flintstones: The Rescue of Dino and Hoppy                           | Flintstones, The: The Rescue of Dino & Hoppy                                                                                     | 7 tháng 8 năm 1992   | Taito                      |
| Flipull                                                             | — | 15 tháng 12 năm 1989 | Taito                      |
| Flying Hero                                                         | — | 17 tháng 2 năm 1989  | Epic/Sony Records          |
| Formation Z                                                         | — | 4 tháng 4 năm 1985   | Jaleco                     |
| Front Line                                                          | — | 1 tháng 8 năm 1985   | Taito                      |
| Fudou Myououden                                                     | Demon Sword | 29 tháng 3 năm 1988  | Taito                      |
| Fushigi na Blobby                                                   | A Boy and His Blob: Trouble on Blobolonia                                                                                        | 29 tháng 11 năm 1990 | Jaleco                     |
| Fushigi no Umi no Nadia                                             | — | 15 tháng 3 năm 1991  | Toho                       |
| Fuzzical Fighter                                                    | — | 17 tháng 5 năm 1991  | Sigma Entertainment        |
| Galaga                                                              | Galaga: Demons of Death | 15 tháng 2 năm 1985  | Namco                      |
| Galaxian                                                            | — | 7 tháng 9 năm 1984   | Namco                      |
| Gambler Jiko Chuushinha                                             | — | 11 tháng 11 năm 1988 | Asmik                      |
| Gambler Jiko Chuushinha 2                                           | — | 7 tháng 12 năm 1990  | Asmik                      |
| Game Party                                                          | — | 3 tháng 8 năm 1990   | Coconuts Japan             |
| Ganbare Goemon! Karakuri Dōchū                                      | — | 30 tháng 7 năm 1986  | Konami                     |
| Ganbare Goemon 2                                                    | — | 4 tháng 1 năm 1989   | Konami                     |
| Ganbare Goemon Gaiden: Kieta Ougon Kiseru                           | — | 5 tháng 1 năm 1990   | Konami                     |
| Ganbare Goemon Gaiden 2                                             | — | 3 tháng 1 năm 1992   | Konami                     |
| Ganbare Pennant Race!                                               | — | 28 tháng 2 năm 1989  | Konami                     |
| Ganso Saiyūki: Super Monkey Daibōken                                | — | 21 tháng 11 năm 1986 | VAP                        |
| Gegege no Kitaro: Youkai Daimakyou                                  | Ninja Kid | 17 tháng 4 năm 1986  | Bandai                     |
| Gegege no Kitaro 2                                                  | — | 22 tháng 12 năm 1987 | Bandai                     |
| Geimos                                                              | — | 28 tháng 8 năm 1985  | ASCII                      |
| Gekikame Ninja Den                                                  | Teenage Mutant Ninja Turtles(USA version) Teenage Mutant Hero Turtles (European version)                                         | 12 tháng 5 năm 1989  | Konami                     |
| Gekitotsu Shiku Battle                                              | — | 17 tháng 11 năm 1989 | Irem                       |
| Gekitou Pro Wrestling!! Toukon Densetsu                             | Tecmo World Wrestling | 1 tháng 9 năm 1989   | Tecmo                      |
| Gekitou!! Stadium                                                   | Bad News Baseball | 15 tháng 12 năm 1989 | Tecmo                      |
| Genpei Tōma Den                                                     | — | 21 tháng 10 năm 1988 | Namco                      |
| Getsu Fūma Den                                                      | — | 7 tháng 7 năm 1987   | Konami                     |
| Ghostbusters                                                        | Ghostbusters | 22 tháng 9 năm 1986  | Tokuma Shoten              |
| Gimme a Break: Shijou Saikyou no Quiz Ou Ketteisen                  | — | 13 tháng 12 năm 1991 | Yonezawa PR21              |
| Gimme a Break: Shijou Saikyou no Quiz Ou Ketteisen 2                | — | 28 tháng 8 năm 1992  | Yonezawa PR21              |
| Gimmick!                                                            | Mr. Gimmick | 31 tháng 1 năm 1992  | Sunsoft                    |
| Ginga Eiyuu Densetsu                                                | — | 21 tháng 12 năm 1988 | Kemco                      |
| Ginga no Sannin                                                     | — | 15 tháng 12 năm 1987 | Nintendo                   |
| Goal !!                                                             | Goal! Two | 25 tháng 9 năm 1992  | Jaleco                     |
| God Slayer: Haruka Tenkū no Sonata                                  | Crystalis | 13 tháng 4 năm 1990  | SNK                        |
| Gojira                                                              | Godzilla: Monster of Monsters | 9 tháng 12 năm 1988  | Toho                       |
| Golf                                                                | Golf | 1 tháng 5 năm 1984   | Nintendo                   |
| The Golf '92                                                        | — | 3 tháng 7 năm 1992   | G.O.1                      |
| Golf Club: Birdie Rush                                              | — | 9 tháng 12 năm 1987  | Data East                  |
| Golf Grand Slam                                                     | Golf Grand Slam | 13 tháng 1 năm 1991  | Hect                       |
| Golf-kko Open                                                       | — | 25 tháng 11 năm 1989 | Taito                      |
| Golgo 13: Kamigami no Koukon                                        | Golgo 13: Top Secret Episode | 26 tháng 3 năm 1988  | Vic Tokai                  |
| Golgo 13 II                                                         | Mafat Conspiracy, The | 27 tháng 7 năm 1990  | Vic Tokai                  |
| Gomoku Narabe Renju                                                 | — | 27 tháng 8 năm 1983  | Nintendo                   |
| Goonies                                                             | — | 21 tháng 2 năm 1986  | Konami                     |
| Goonies II: Fratelli Saigo no Chousen                               | Goonies II, The | 18 tháng 3 năm 1987  | Konami                     |
| Gorby no Pipeline Daisakusen                                        | — | 12 tháng 4 năm 1991  | Tokuma Shoten              |
| Gorilla Man                                                         | — | 28 tháng 4 năm 1993  | Yonezawa PR21              |
| Gozonji Yajikitatin Douchuu                                         | — | 7 tháng 11 năm 1989  | HAL                        |
| Gradius                                                             | Gradius | 25 tháng 4 năm 1986  | Konami                     |
| Gradius II                                                          | — | 16 tháng 12 năm 1988 | Konami                     |
| Grand Master                                                        | — | 26 tháng 2 năm 1991  | Varie                      |
| Great Battle Cyber                                                  | — | 25 tháng 12 năm 1992 | Banpresto                  |
| Great Boxing - Rush Up                                              | World Champ | 7 tháng 12 năm 1990  | Visco                      |
| Great Deal                                                          | — | 25 tháng 10 năm 1991 | Hect                       |
| Great Tank                                                          | Iron Tank: The Invasion of Normandy                                                                                              | 29 tháng 7 năm 1988  | SNK                        |
| Gremlins 2: The New Batch                                           | Gremlins 2: The New Batch | 14 tháng 12 năm 1990 | Sunsoft                    |
| Guardic Gaiden                                                      | Guardian Legend, The | 5 tháng 2 năm 1988   | Irem                       |
| Guevara                                                             | Guerrilla War | 26 tháng 12 năm 1988 | SNK                        |
| GunHed: Aratanaru Tatakai                                           | — | 13 tháng 4 năm 1990  | Varie                      |
| Gun-Nac                                                             | Gun-Nac | 5 tháng 10 năm 1990  | Tonkin House               |
| Gun Sight                                                           | Laser Invasion | 15 tháng 3 năm 1991  | Konami                     |
| Gun-Dec                                                             | Vice: Project Doom | 26 tháng 4 năm 1991  | Sammy                      |
| Gyrodine                                                            | — | 13 tháng 3 năm 1986  | Taito                      |
| Haja No Fuuin: Miracle Warriors                                     | — | 13 tháng 10 năm 1987 | ASCII                      |
| Hana no Star Kaidou                                                 | — | 17 tháng 3 năm 1987  | Victor                     |
| Hanjuku Hero                                                        | — | 2 tháng 12 năm 1988  | Square                     |
| Happy Birthday Bugs                                                 | Bugs Bunny Birthday Blowout | 3 tháng 8 năm 1990   | Kemco                      |
| Hatris                                                              | Hatris | 6 tháng 7 năm 1990   | Bullet-Proof Software      |
| Hayauchi Super Igo                                                  | — | 3 tháng 3 năm 1989   | Namco                      |
| Heavy Barrel                                                        | Heavy Barrel | 2 tháng 3 năm 1990   | Data East                  |
| Hebereke                                                            | Ufouria | 20 tháng 9 năm 1991  | Sunsoft                    |
| Hector '87                                                          | Starship Hector | 16 tháng 7 năm 1987  | Hudson Soft                |
| Heisei Tensai Bakabon                                               | — | 6 tháng 12 năm 1991  | Namco                      |
| Hello Kitty no Hanabatake                                           | — | 11 tháng 12 năm 1992 | Character Soft             |
| Hello Kitty World                                                   | — | 27 tháng 3 năm 1992  | Character Soft             |
| Heracles no Eikou: Toujin Makyouden                                 | — | 12 tháng 6 năm 1987  | Data East                  |
| Heracles no Eikou II: Titan no Metsubou                             | — | 23 tháng 12 năm 1989 | Data East                  |
| Hi no Tori Hououhen: Gaou no Bouken                                 | — | 4 tháng 1 năm 1987   | Konami                     |
| Higemaru Makaijima - Nanatsu no Shima Daibōken                      | — | 14 tháng 4 năm 1987  | Capcom                     |
| Highway Star                                                        | Rad Racer | 7 tháng 8 năm 1987   | Square                     |
| Hirake! Ponkikki                                                    | — | 17 tháng 4 năm 1992  | Takara                     |
| Hiryu no Ken                                                        | Flying Dragon: The Secret Scroll                                                                                                 | 14 tháng 2 năm 1987  | Culture Brain              |
| Hiryu no Ken II                                                     | — | 29 tháng 7 năm 1988  | Culture Brain              |
| Hiryu no Ken III: 5 Nin no Ryuu Senshi                              | — | 21 tháng 6 năm 1991  | Culture Brain              |
| Hiryu no Ken Special: Fighting Wars                                 | — | 21 tháng 6 năm 1991  | Culture Brain              |
| Hissatsu Doujou Yaburi                                              | — | 18 tháng 7 năm 1989  | Sigma Entertainment        |
| Hissatsu Shigotojin                                                 | — | 15 tháng 12 năm 1990 | Banpresto                  |
| Hitler no Fukkatsu: Top Secret                                      | Bionic Commando | 20 tháng 7 năm 1988  | Capcom                     |
| Hogan's Alley                                                       | Hogan's Alley | 12 tháng 6 năm 1984  | Nintendo                   |
| Hokkaidou Rensa Satsujin: Ohotsuku ni Kiyu                          | — | 27 tháng 6 năm 1987  | ASCII                      |
| Hokuto no Ken                                                       | — | 10 tháng 8 năm 1986  | Toei Animation             |
| Hokuto no Ken 2                                                     | Fist of the North Star | 17 tháng 4 năm 1987  | Toei Animation             |
| Hokuto no Ken 3                                                     | — | 19 tháng 10 năm 1989 | Toei Animation             |
| Hokuto no Ken 4                                                     | — | 29 tháng 3 năm 1991  | Toei Animation             |
| Holy Diver                                                          | — | 28 tháng 4 năm 1989  | Irem                       |
| Home Run Night                                                      | — | 31 tháng 3 năm 1989  | Data East                  |
| Home Run Night '90                                                  | — | 24 tháng 7 năm 1990  | Data East                  |
| Honmei                                                              | — | 28 tháng 4 năm 1989  | Nihon Bussan               |
| Honoo no Doukyuuji: Dodge Danpei                                    | — | 27 tháng 3 năm 1992  | Sunsoft                    |
| Honoo no Doukyuuji: Dodge Danpei 2                                  | — | 26 tháng 3 năm 1993  | Sunsoft                    |
| Honshougi: Naitou Kudan Shougi Hiden                                | — | 10 tháng 8 năm 1985  | SETA                       |
| Hook                                                                | Hook | 27 tháng 3 năm 1992  | Epic/Sony Records          |
| Hoshi no Kirby: Yume no Izumi no Monogatari                         | Kirby's Adventure | 23 tháng 3 năm 1993  | Nintendo                   |
| Hoshi wo Miru Hito                                                  | — | 27 tháng 10 năm 1987 | Hot B                      |
| Hostages                                                            | Rescue: The Embassy Mission | 1 tháng 12 năm 1989  | Kemco                      |
| Hototogisu                                                          | — | 19 tháng 8 năm 1988  | Irem                       |
| Hottāman no Chitei Tanken                                           | — | 6 tháng 12 năm 1986  | Use                        |
| Houma ga Koku                                                       | Dr. Jekyll and Mr. Hyde | 8 tháng 4 năm 1988   | Toho                       |
| Hudson Hawk                                                         | Hudson Hawk | 27 tháng 12 năm 1991 | Epic/Sony Records          |
| Hyakkiyakou                                                         | — | 22 tháng 2 năm 1989  | Use                        |
| Hyaku no Sekai no Monogatari                                        | — | 9 tháng 8 năm 1991   | ASK                        |
| Hydlide Special                                                     | Hydlide | 18 tháng 3 năm 1986  | Toshiba EMI                |
| Hydlide 3                                                           | — | 17 tháng 2 năm 1989  | Namco                      |
| Hyokkori Hyoutan Shima: Nazo no Kaizokusen                          | — | 25 tháng 4 năm 1992  | Yutaka                     |
| Hyper Olympic                                                       | Track & Field | 21 tháng 6 năm 1985  | Konami                     |
| Hyper Sports                                                        | — | 27 tháng 9 năm 1985  | Konami                     |
| I Love Softball                                                     | — | 19 tháng 12 năm 1989 | Coconuts Japan             |
| Ice Climber                                                         | Ice Climber | 30 tháng 1 năm 1985  | Nintendo                   |
| Idemitsu - Space College - Kikenbutsu no Yasashii Butsuri to Kagaku | — | 1990                 | Konami, Idemitsu Kosan     |
| Ide Yosuke Meijin no Jissen Mahjong                                 | — | 24 tháng 9 năm 1987  | Capcom                     |
| Ide Yosuke Meijin no Jissen Mahjong II                              | — | 22 tháng 2 năm 1991  | Capcom                     |
| Idol Hakkenden                                                      | — | 14 tháng 9 năm 1989  | Towachiki                  |
| Igo Meikan                                                          | — | 10 tháng 1 năm 1990  | Hect                       |
| Igo Shinan                                                          | — | 14 tháng 7 năm 1989  | Hect                       |
| Igo Shinan '91                                                      | — | 5 tháng 7 năm 1991   | Hect                       |
| Igo Shinan '92                                                      | — | 10 tháng 3 năm 1992  | Hect                       |
| Igo Shinan '93                                                      | — | 27 tháng 11 năm 1992 | Hect                       |
| Igo Shinan '94                                                      | — | 17 tháng 12 năm 1993 | Hect                       |
| Igo: Kyū Roban Taikyoku                                             | — | 14 tháng 4 năm 1987  | Bullet-Proof Software      |
| Ikari                                                               | Ikari Warriors | 26 tháng 11 năm 1986 | K Amusement                |
| Ikari II                                                            | Ikari Warriors II: Victory Road                                                                                                  | 16 tháng 4 năm 1988  | K Amusement                |
| Ikari III                                                           | Ikari Warriors III: The Rescue                                                                                                   | 16 tháng 3 năm 1990  | K Amusement                |
| IkeIke! Nekketsu Hockey-bu                                          | — | 7 tháng 2 năm 1992   | Technos Japan              |
| Ikinari Musician                                                    | — | 5 tháng 3 năm 1987   | Tokyo Shoseki              |
| Ikki                                                                | — | 28 tháng 11 năm 1985 | Sunsoft                    |
| Image Fight                                                         | Image Fight | 16 tháng 3 năm 1990  | Irem                       |
| Inbou no Wakusei: Shankara                                          | — | 26 tháng 6 năm 1992  | IGS                        |
| Indora no Hikari                                                    | — | 20 tháng 10 năm 1987 | Kemco                      |
| Insector X                                                          | — | 21 tháng 9 năm 1990  | Taito                      |
| Ishin no Arashi                                                     | — | 15 tháng 9 năm 1990  | Koei                       |
| Itadaki Street: Watashi no Oten Niyottete                           | — | 21 tháng 3 năm 1991  | ASCII                      |
| Izaki Shuugorou no Keiba Hisshougaku                                | — | 30 tháng 3 năm 1990  | Imagineer                  |
| J-League Fighting Soccer: The King of Ace Strikers                  | — | 19 tháng 6 năm 1993  | IGS                        |
| Datach: J. League Super Top Players                                 | — | 22 tháng 4 năm 1994  | Bandai                     |
| J-League Winning Goal                                               | — | 27 tháng 5 năm 1994  | Electronic Arts Victor     |
| Jackie Chan                                                         | Jackie Chan's Action Kung Fu | 25 tháng 1 năm 1991  | Hudson Soft                |
| Jajamaru Gekimaden                                                  | — | 29 tháng 5 năm 1990  | Jaleco                     |
| Jajamaru Ninpou Chou                                                | — | 28 tháng 3 năm 1989  | Jaleco                     |
| JaJaMaru no Daibouken                                               | — | 22 tháng 8 năm 1986  | Jaleco                     |
| Jangou                                                              | — | 30 tháng 8 năm 1990  | Victor                     |
| Jarin-Ko Chie                                                       | — | 15 tháng 7 năm 1988  | Konami                     |
| Jesus: Kyofu no Bio Monster                                         | — | 17 tháng 3 năm 1989  | King Records               |
| The Jetsons: Cogswell's Caper!                                      | Jetsons, The: Cogswell's Caper!                                                                                                  | 23 tháng 4 năm 1993  | Taito                      |
| Jigoku Gokuraku Maru                                                | Kabuki: Quantum Fighter | 21 tháng 12 năm 1990 | Pack-In-Video              |
| Jikuu (Toki) no Tabibito                                            | — | 26 tháng 12 năm 1986 | Kemco                      |
| Jikuu Yuten Debias                                                  | — | 27 tháng 11 năm 1987 | Namco                      |
| Jongbou                                                             | — | 18 tháng 7 năm 1987  | K Amusement                |
| Joust                                                               | Joust | 30 tháng 10 năm 1987 | HAL                        |
| Joy Mech Fight                                                      | — | 21 tháng 5 năm 1993  | Nintendo                   |
| JuJu Densetsu                                                       | Toki | 19 tháng 7 năm 1991  | Taito                      |
| Jumbo Ozaki no Hole in One Professional                             | — | 1 tháng 2 năm 1988   | HAL                        |
| Jumpin' Kid: Jack to Mame no Ki Monogatari                          | — | 19 tháng 12 năm 1990 | Asmik                      |
| Just Breed                                                          | — | 15 tháng 12 năm 1992 | Enix                       |
| Juuryoku Soukou Metal Storm                                         | Metal Storm | 24 tháng 4 năm 1992  | Irem                       |
| Juvei Quest                                                         | — | 4 tháng 1 năm 1991   | Namco                      |
| Jyuouki                                                             | — | 20 tháng 7 năm 1990  | Asmik                      |
| Kabushiki Doujou                                                    | — | 2 tháng 5 năm 1989   | Hect                       |
| Kage                                                                | Shadow of the Ninja/Blue Shadow                                                                                                  | 10 tháng 8 năm 1990  | Natsume                    |
| Kage no Densetsu                                                    | Legend of Kage, The | 18 tháng 4 năm 1986  | Taito                      |
| Kagerou Densetsu                                                    | — | 11 tháng 5 năm 1990  | Pixel Multimedia           |
| Kaguya Hime Densetsu                                                | — | 16 tháng 12 năm 1988 | Victor                     |
| Kai no Bouken: The Quest of Ki                                      | — | 22 tháng 7 năm 1988  | Namco                      |
| Kaijuu Monogatari                                                   | — | 18 tháng 11 năm 1988 | Namco                      |
| Kaiketsu Yancha Maru                                                | Kid Niki: Radical Ninja | 2 tháng 10 năm 1987  | Irem                       |
| Kaiketsu Yancha Maru 2: Karakuri Land                               | — | 30 tháng 8 năm 1991  | Irem                       |
| Kaiketsu Yanchamaru 3: Taiketsu! Zouringen                          | — | 30 tháng 3 năm 1993  | Irem                       |
| Kakefu Kimi no Jump Tengoku                                         | Kid Kool | 22 tháng 7 năm 1988  | Vic Tokai                  |
| Kame no Ongaeshi                                                    | Xexyz | 26 tháng 8 năm 1988  | Hudson Soft                |
| Kamen no Ninja Akakage                                              | — | 20 tháng 5 năm 1988  | Toei Animation             |
| Kamen no Ninja Hamaru                                               | Yo! Noid | 16 tháng 3 năm 1990  | Capcom                     |
| Kamen Rider Club                                                    | — | 3 tháng 2 năm 1988   | Bandai                     |
| Kamen Rider SD                                                      | — | 22 tháng 1 năm 1993  | Angel                      |
| Karakuri Kengoden Musashi Lord: Karakuri Jin Shissouru              | — | 5 tháng 10 năm 1991  | Yutaka                     |
| Karaoke Studio                                                      | — | 30 tháng 7 năm 1987  | Bandai                     |
| Karaoke Studio Senyou Cassette Vol. 1                               | — | 28 tháng 10 năm 1987 | Bandai                     |
| Karaoke Studio Senyou Cassette Vol. 2                               | — | 18 tháng 2 năm 1988  | Bandai                     |
| Karateka                                                            | — | 5 tháng 12 năm 1985  | Soft Pro                   |
| Karnov                                                              | Karnov | 18 tháng 12 năm 1987 | Namco                      |
| Katte ni Shirokuma                                                  | — | 15 tháng 12 năm 1989 | CBS Sony Group             |
| Kawa no Nushi Tsuri                                                 | — | 10 tháng 8 năm 1990  | Pack-In-Video              |
| Kekkyoku Nankyoku Daibouken                                         | — | 22 tháng 4 năm 1985  | Konami                     |
| Kero Kero Keroppi no Daibouken                                      | — | 29 tháng 3 năm 1991  | Character Soft             |
| Kero Kero Keroppi no Daibouken 2                                    | — | 19 tháng 2 năm 1993  | Character Soft             |
| Keroppi to Keroriinu no Splash Bomb                                 | — | 1 tháng 12 năm 1993  | Character Soft             |
| Kidō Senshi Z-Gundam: Hot Scramble                                  | — | 28 tháng 8 năm 1986  | Bandai                     |
| King Kong 2: Ikari no Megaton Punch                                 | — | 18 tháng 12 năm 1986 | Konami                     |
| King of Kings                                                       | — | 9 tháng 12 năm 1988  | Namco                      |
| King's Knight                                                       | King's Knight | 18 tháng 9 năm 1986  | Square                     |
| Kinnikuman: Muscle Tag Match                                        | M.U.S.C.L.E. | 8 tháng 11 năm 1985  | Bandai                     |
| Kiteretsu Daihyakka                                                 | — | 23 tháng 2 năm 1990  | Epoch                      |
| Kitte Rai Da! Gunjin Shougi Nanya Sore?                             | — | 26 tháng 5 năm 1989  | SOFEL                      |
| Klax                                                                | Klax (unlicensed) | 14 tháng 12 năm 1990 | Hudson Soft                |
| Knight Rider                                                        | Knight Rider | 30 tháng 9 năm 1988  | Pack-In-Video              |
| Konami Sports in Seoul                                              | Track & Field II | 16 tháng 9 năm 1989  | Konami                     |
| Koufuku o Yobu Game: Dora Dora Dora                                 | — | 25 tháng 1 năm 1991  | Natsume                    |
| Kōryū Densetsu Villgust Gaiden                                      | — | 30 tháng 7 năm 1993  | Angel                      |
| Kōshien                                                             | — | 6 tháng 10 năm 1989  | K Amusement                |
| Kujaku Ou                                                           | — | 21 tháng 9 năm 1988  | Pony Canyon                |
| Kujaku Ou II                                                        | — | 11 tháng 8 năm 1990  | Pony Canyon                |
| Kunio-Kun no Jidaigeki dayo Zenin Shuugou: Downtown Special         | — | 26 tháng 7 năm 1991  | Technos Japan              |
| Kunio-Kun no Nekketsu Soccer League                                 | — | 23 tháng 4 năm 1993  | Technos Japan              |
| Kurogane Hiroshi no Yosou Daisuki! Kachiuma Densetsu                | — | 20 tháng 4 năm 1990  | Nihon Bussan               |
| Kyatto Ninden Teyandee                                              | — | 19 tháng 7 năm 1991  | Tecmo                      |
| Kyonshis 2                                                          | — | 25 tháng 9 năm 1987  | Taito                      |
| Kyorochan Land                                                      | Castelian | 11 tháng 12 năm 1992 | Hiro                       |
| Kyoryu Sentai Zyuranger                                             | — | 13 tháng 11 năm 1992 | Angel                      |
| Kyouto Hana no Misshitsu Satsujin Jiken - Yamamura Misa Suspense    | — | 11 tháng 2 năm 1989  | Taito                      |
| Kyouto Ryuu no Tera Satsujin Jiken - Yamamura Misa Suspense         | — | 11 tháng 12 năm 1987 | Taito                      |
| Kyouto Zaiteku Satsujin Jiken Yamamura Misa Suspense                | — | 2 tháng 11 năm 1990  | Hect                       |
| Kyuukyoku Harikiri Koshien                                          | — | 19 tháng 3 năm 1992  | Taito                      |
| Kyuukyoku Harikiri Stadium                                          | — | 28 tháng 6 năm 1988  | Taito                      |
| Kyuukyoku Harikiri Stadium '88                                      | — | 16 tháng 12 năm 1988 | Taito                      |
| Kyuukyoku Harikiri Stadium Heisei Gannenhan                         | — | 21 tháng 7 năm 1989  | Taito                      |
| Kyuukyoku Harikiri Stadium III                                      | — | 1 tháng 3 năm 1991   | Taito                      |
| Kyuukyoku Tiger                                                     | Twin Cobra | 4 tháng 8 năm 1989   | CBS Sony Group             |
| L'Empereur                                                          | L'Empereur | 23 tháng 5 năm 1991  | Koei                       |
| Labyrinth                                                           | — | 7 tháng 1 năm 1987   | Tokuma Shoten              |
| Lagrange Point                                                      | — | 26 tháng 4 năm 1991  | Konami                     |
| Last Armageddon                                                     | — | 10 tháng 11 năm 1990 | Yutaka                     |
| Law of the West                                                     | — | 6 tháng 3 năm 1987   | Pony Canyon                |
| Layla                                                               | — | 20 tháng 12 năm 1986 | DB Soft                    |
| Little Magic                                                        | — | 14 tháng 9 năm 1990  | Data East                  |
| Little Mermaid                                                      | Little Mermaid, The | 19 tháng 7 năm 1991  | Capcom                     |
| Lode Runner                                                         | Lode Runner | 31 tháng 7 năm 1984  | Hudson Soft                |
| Lord of King                                                        | Astyanax | 21 tháng 12 năm 1989 | Jaleco                     |
| Lost Word of Jenny                                                  | — | 25 tháng 3 năm 1987  | Takara                     |
| Lot Lot                                                             | — | 21 tháng 12 năm 1985 | Tokuma Shoten              |
| Lunar Ball                                                          | Lunar Pool | 5 tháng 12 năm 1985  | Pony Canyon                |
| Lupin III Sansei: Pandora No Isan                                   | — | 6 tháng 11 năm 1987  | Namco                      |
| Mach Rider                                                          | Mach Rider | 21 tháng 11 năm 1985 | Nintendo                   |
| Mad City                                                            | Adventures of Bayou Billy, The                                                                                                   | 12 tháng 8 năm 1988  | Konami                     |
| Magic Candle                                                        | — | 6 tháng 3 năm 1992   | Sammy                      |
| Magic Darts                                                         | Magic Darts | 26 tháng 4 năm 1991  | SETA                       |
| Magic John                                                          | Totally Rad | 28 tháng 9 năm 1990  | Jaleco                     |
| Magical Taruruto-Kun: Fantastic World!!                             | — | 21 tháng 3 năm 1991  | Bandai                     |
| Magical Taruruto-Kun 2: Magical Adventure                           | — | 19 tháng 6 năm 1992  | Bandai                     |
| Magical Kids Doropi                                                 | Krion Conquest, The | 14 tháng 12 năm 1990 | Vic Tokai                  |
| MagMax                                                              | MagMax | 19 tháng 3 năm 1986  | Nihon Bussan               |
| Magnum Kiki Ippatsu: Empire City 1931                               | — | 25 tháng 12 năm 1987 | Toshiba EMI                |
| MahaRaja                                                            | — | 29 tháng 9 năm 1989  | Sunsoft                    |
| Mahjong                                                             | — | 27 tháng 8 năm 1983  | Nintendo                   |
| Mahjong Club Nagatacho: Sousaisen                                   | — | 25 tháng 4 năm 1991  | Hect                       |
| Mahjong Taikai                                                      | — | 31 tháng 10 năm 1989 | Koei                       |
| Mahjong Taisen                                                      | — | 20 tháng 5 năm 1992  | Nihon Bussan               |
| Mahou no Princess Minkiimomo Remember Dream                         | — | 29 tháng 7 năm 1992  | Yutaka                     |
| Maison Ikkoku                                                       | — | 21 tháng 7 năm 1988  | Bothtec                    |
| Majaventure - Mahjong Senki                                         | — | 19 tháng 10 năm 1990 | Tokuma Shoten              |
| Majou Densetsu II: The Maze of Galious                              | — | 11 tháng 8 năm 1987  | Konami                     |
| Major League                                                        | — | 27 tháng 10 năm 1989 | Irem                       |
| Makai-Mura                                                          | Ghosts 'n Goblins | 13 tháng 6 năm 1986  | Capcom                     |
| Maniac Mansion                                                      | Maniac Mansion | 13 tháng 9 năm 1988  | Jaleco                     |
| Mappy                                                               | — | 14 tháng 11 năm 1984 | Namco                      |
| Mappy Kids                                                          | — | 22 tháng 12 năm 1989 | Namco                      |
| Mappy-Land                                                          | Mappy-Land | 26 tháng 11 năm 1986 | Namco                      |
| Mario Bros.                                                         | Mario Bros. | 9 tháng 9 năm 1983   | Nintendo                   |
| Mario Open Golf                                                     | NES Open Tournament Golf | 20 tháng 9 năm 1991  | Nintendo                   |
| Marusa no Onna                                                      | — | 19 tháng 9 năm 1989  | Capcom                     |
| Mashin Eiyuden Wataru Gaiden                                        | — | 23 tháng 3 năm 1990  | Hudson Soft                |
| Mashou                                                              | Deadly Towers | 15 tháng 12 năm 1986 | Irem                       |
| Masuzoe Kaname Icchou Made Famicom                                  | — | 17 tháng 4 năm 1992  | Coconuts Japan             |
| Matendo Douji                                                       | Conquest of the Crystal Palace                                                                                                   | 24 tháng 8 năm 1990  | Quest Corporation          |
| Matsumoto Akira no Kabushiki Hisshougaku                            | — | 18 tháng 2 năm 1988  | Imagineer                  |
| Matsumoto Akira no Kabushiki Hisshougaku II                         | — | 31 tháng 3 năm 1989  | Imagineer                  |
| Max Warrior                                                         | Isolated Warrior | 15 tháng 2 năm 1991  | VAP                        |
| Meiji Ishin                                                         | — | 29 tháng 9 năm 1989  | Use                        |
| Meikyuu Kumikyoku                                                   | Milon's Secret Castle | 13 tháng 11 năm 1986 | Hudson Soft                |
| Meikyuu Shima                                                       | Kickle Cubicle | 29 tháng 6 năm 1990  | Irem                       |
| Meimon! Daisan Yakyuubu                                             | — | 8 tháng 8 năm 1989   | Bandai                     |
| Meimon! Tako Nishiouendan                                           | — | 1 tháng 12 năm 1989  | Asmik                      |
| Meitantei Holmes: Kiri no London Satsujin Jiken                     | — | 13 tháng 5 năm 1988  | Towachiki                  |
| Meitantei Holmes: M-Kara no Chousenjou                              | — | 1 tháng 5 năm 1989   | Towachiki                  |
| Melville no Honoo                                                   | — | 11 tháng 8 năm 1989  | Gakken                     |
| Metal Flame: Psybuster                                              | Metal Mech: Man & Machine | 14 tháng 12 năm 1990 | Jaleco                     |
| Metal Gear                                                          | Metal Gear | 22 tháng 12 năm 1987 | Konami                     |
| Metal Max                                                           | — | 24 tháng 5 năm 1991  | Data East                  |
| Metal Slader Glory                                                  | — | 30 tháng 8 năm 1991  | HAL                        |
| Metro Cross                                                         | — | 16 tháng 12 năm 1986 | Namco                      |
| Mezase! Top Pro: Green ni Kakeru Yume                               | — | 5 tháng 3 năm 1993   | Jaleco                     |
| Mickey Mouse                                                        | Mickey Mousecapade | 6 tháng 3 năm 1987   | Hudson Soft                |
| Mickey Mouse III: Yume Fuusen                                       | Kid Klown in Night Mayor World                                                                                                   | 25 tháng 9 năm 1992  | Kemco                      |
| Might and Magic Book One: The Secret of the Inner Sanctum           | Might & Magic: Secret of the Inner Sanctum                                                                                       | 31 tháng 7 năm 1990  | Gakken                     |
| Mighty Bomb Jack                                                    | Mighty Bomb Jack | 24 tháng 4 năm 1986  | Tecmo                      |
| Mighty Final Fight                                                  | Mighty Final Fight | 11 tháng 6 năm 1993  | Capcom                     |
| Millipede                                                           | Millipede | 1 tháng 10 năm 1987  | HAL                        |
| Mindseeker                                                          | — | 18 tháng 4 năm 1989  | Namco                      |
| Minelvaton Saga: Ragon no Fukkatsu                                  | — | 23 tháng 10 năm 1987 | Taito                      |
| Mini-Putt                                                           | — | 15 tháng 2 năm 1991  | A-Wave                     |
| Minna no Tabou no Nakayoshi Daisakusen                              | — | 22 tháng 11 năm 1991 | Character Soft             |
| Miracle Ropitt: 2100-Nen no Daibōken                                | — | 7 tháng 8 năm 1987   | King Records               |
| Mirai Senshi Raios                                                  | — | 1 tháng 12 năm 1989  | Pack-In-Video              |
| Mirai Shinwa Jarvas                                                 | — | 30 tháng 6 năm 1987  | Taito                      |
| Mississippi Satsujin Jiken                                          | — | 31 tháng 10 năm 1986 | Jaleco                     |
| Mitokoumon                                                          | — | 11 tháng 8 năm 1987  | Sunsoft                    |
| Mitokoumon II: Sekai Manyuuki                                       | — | 11 tháng 8 năm 1988  | Sunsoft                    |
| Mitsume ga Tooru                                                    | — | 17 tháng 7 năm 1992  | Tomy                       |
| Mizushima Shinji no Daikoushien                                     | — | 26 tháng 10 năm 1990 | Capcom                     |
| Moai-Kun                                                            | — | 9 tháng 3 năm 1990   | Konami                     |
| Moe-Pro! Saikyou Hen                                                | Bases Loaded 4 | 22 tháng 11 năm 1991 | Jaleco                     |
| Moero TwinBee                                                       | Stinger | 26 tháng 3 năm 1993  | Konami                     |
| Moero!! Judo Warriors                                               | — | 29 tháng 6 năm 1990  | Jaleco                     |
| Moero!! Junior Basket                                               | Hoops | 22 tháng 11 năm 1988 | Jaleco                     |
| Moero!! Pro Soccer                                                  | Goal! | 23 tháng 12 năm 1988 | Jaleco                     |
| Moero!! Pro Tennis                                                  | Racket Attack | 15 tháng 4 năm 1988  | Jaleco                     |
| Moero!! Pro Yakyuu                                                  | Bases Loaded | 26 tháng 6 năm 1987  | Jaleco                     |
| Moero!! Pro Yakyuu '88                                              | Bases Loaded II: Second Season                                                                                                   | 10 tháng 8 năm 1988  | Jaleco                     |
| Moero!! Pro Yakyuu '90: Kandouhen                                   | Bases Loaded 3 | 27 tháng 7 năm 1990  | Jaleco                     |
| Moeru! Oniisan                                                      | Circus Caper | 8 tháng 8 năm 1989   | Toho                       |
| Mokushi Pachi Pro: Pachi Otto-Kun                                   | — | 18 tháng 12 năm 1987 | Coconuts Japan             |
| Momotaro Densetsu                                                   | — | 26 tháng 10 năm 1987 | Hudson Soft                |
| Momotarou Densetsu Gaiden                                           | — | 17 tháng 12 năm 1993 | Hudson Soft                |
| Momotaro Dentetsu                                                   | — | 2 tháng 12 năm 1988  | Hudson Soft                |
| Money Game                                                          | — | 10 tháng 8 năm 1988  | SOFEL                      |
| Money Game II: Kabutochou no Kiseki                                 | Wall Street Kid | 20 tháng 12 năm 1989 | SOFEL                      |
| Monopoly                                                            | Monopoly | 1 tháng 11 năm 1991  | Tomy                       |
| Monster Maker: Nanatsu no Hihō                                      | — | 20 tháng 12 năm 1991 | SOFEL                      |
| Moon Crystal                                                        | — | 28 tháng 8 năm 1992  | Hect                       |
| Morita Shougi                                                       | — | 14 tháng 4 năm 1987  | SETA                       |
| Mother                                                              | Earth Bound (unreleased) | 27 tháng 7 năm 1989  | Nintendo                   |
| Motocross Champion                                                  | — | 27 tháng 1 năm 1989  | Konami                     |
| Mottomo Abunai Deka                                                 | — | 6 tháng 2 năm 1990   | Toei Animation             |
| Mouryou Senki Madara                                                | — | 30 tháng 3 năm 1990  | Konami                     |
| Murder Club                                                         | — | 30 tháng 6 năm 1989  | SETA                       |
| Musashi no Bōken                                                    | — | 22 tháng 12 năm 1990 | Sigma Entertainment        |
| Musashi no Ken – Tadaima Shugyo Chu                                 | — | 8 tháng 8 năm 1986   | Taito                      |
| My Life My Love: Boku no Yume: Watashi no Negai                     | — | 3 tháng 8 năm 1991   | Banpresto                  |
| Nagagutsu o Haita Neko: Sekai Isshū 80 Nichi Dai Bōken              | Puss 'n Boots: Pero's Great Adventure                                                                                            | 21 tháng 11 năm 1986 | Toei Animation             |
| Nakajima Satoru: F-1 Hero                                           | Michael Andretti's World GP | 9 tháng 12 năm 1988  | Varie                      |
| Nakajima Satoru F-1 Hero 2                                          | — | 27 tháng 9 năm 1991  | Varie                      |
| Nakayo Shito Issho                                                  | — | 10 tháng 12 năm 1993 | Yutaka                     |
| Namco Classic                                                       | — | 27 tháng 5 năm 1988  | Namco                      |
| Namco Classic II                                                    | — | 13 tháng 3 năm 1992  | Namco                      |
| Namco Mahjong III: Mahjong Tengoku                                  | — | 8 tháng 3 năm 1991   | Namco                      |
| Nantettatte!! Baseball                                              | — | 26 tháng 10 năm 1990 | Sunsoft                    |
| Nantettatte Baseball KO Game Cassette '91 Kaimakuban                | — | 23 tháng 5 năm 1991  | Sunsoft                    |
| Nantettatte Baseball KO Game Set OB All Star Hen                    | — | 28 tháng 2 năm 1991  | Sunsoft                    |
| Napoleon Senki                                                      | — | 18 tháng 3 năm 1988  | Irem                       |
| Navy Blue                                                           | — | 14 tháng 2 năm 1992  | I'Max                      |
| Nekketsu Kakutou Densetsu                                           | — | 23 tháng 12 năm 1992 | Technos Japan              |
| Nekketsu Kouha Kunio Kun                                            | Renegade | 17 tháng 4 năm 1987  | Technos Japan              |
| Nekketsu Koukou Dodge Ball Bu                                       | Super Dodge Ball | 26 tháng 7 năm 1988  | Technos Japan              |
| Nekketsu Koukou Dodgeball-bu Soccer-hen                             | Nintendo World Cup | 18 tháng 5 năm 1990  | Technos Japan              |
| Nekketsu Street Basket: Ganbare Dunk Heroes                         | — | 22 tháng 12 năm 1993 | Technos Japan              |
| New Ghostbusters 2                                                  | New Ghostbusters 2 (EU only) | 26 tháng 12 năm 1990 | HAL                        |
| New York Nyankies                                                   | Rockin' Kats | 5 tháng 4 năm 1991   | Atlus                      |
| NHK Gakuen - Space School - Sansu 4 Nen (Ge)                        | — | 1989                 | Konami, NHK, Tokyo Shoseki |
| NHK Gakuen - Space School - Sansu 4 Nen (Jou)                       | — | 1989                 | Konami, NHK, Tokyo Shoseki |
| NHK Gakuen - Space School - Sansu 5 Nen (Ge)                        | — | 1989                 | Konami, NHK, Tokyo Shoseki |
| NHK Gakuen - Space School - Sansu 5 Nen (Jou)                       | — | 1989                 | Konami, NHK, Tokyo Shoseki |
| NHK Gakuen - Space School - Sansu 6 Nen (Ge)                        | — | 1989                 | Konami, NHK, Tokyo Shoseki |
| NHK Gakuen - Space School - Sansu 6 Nen (Jou)                       | — | 1989                 | Konami, NHK, Tokyo Shoseki |
| Nichibutsu Mahjong III                                              | — | 20 tháng 7 năm 1990  | Nihon Bussan               |
| Niji no Silkroad                                                    | — | 22 tháng 2 năm 1991  | Victor                     |
| Ningen Heiki Dead Fox                                               | Code Name: Viper | 23 tháng 2 năm 1990  | Capcom                     |
| Ninja Cop Saizou                                                    | Wrath of the Black Manta | 17 tháng 11 năm 1989 | Kyugo                      |
| Ninja Crusaders                                                     | Ninja Crusaders | 14 tháng 12 năm 1990 | Sammy                      |
| Ninja Hattori-kun                                                   | — | 5 tháng 3 năm 1986   | Hudson Soft                |
| Ninja JaJaMaru-kun                                                  | — | 15 tháng 11 năm 1985 | Jaleco                     |
| Ninja Jajamaru: Ginga Daisakusen                                    | — | 29 tháng 3 năm 1991  | Jaleco                     |
| Ninja Kun                                                           | — | 10 tháng 5 năm 1985  | Jaleco                     |
| Ninja Kun: Ashura no Shou                                           | — | 27 tháng 5 năm 1988  | UPL                        |
| Ninja Ra Hoi!                                                       | — | 9 tháng 8 năm 1990   | ASCII                      |
| Ninja Ryuukenden                                                    | Ninja Gaiden/Shadow Warriors | 9 tháng 12 năm 1988  | Tecmo                      |
| Ninja Ryuukenden II                                                 | Ninja Gaiden II: The Dark Sword of Chaos/Shadow Warriors II                                                                      | 6 tháng 4 năm 1990   | Tecmo                      |
| Ninja Ryuukenden III                                                | Ninja Gaiden III: The Ancient Ship of Doom/Shadow Warriors III                                                                   | 21 tháng 6 năm 1991  | Tecmo                      |
| Nippon Ichi no Meikantoku                                           | — | 10 tháng 8 năm 1990  | Asmik                      |
| Nishimura Kyoutarou Mystery: Blue Train Satsujin Jiken              | — | 20 tháng 1 năm 1989  | Irem                       |
| Nishimura Kyoutarou Mystery: Super Express Satsujin Jiken           | — | 2 tháng 3 năm 1990   | Irem                       |
| Nobunaga no Yabou: Bushou Fuuunroku                                 | — | 21 tháng 12 năm 1991 | Koei                       |
| Nobunaga no Yabou: Sengouku Gunyuuden                               | Nobunaga's Ambition 2 | 3 tháng 2 năm 1990   | Koei                       |
| Nobunaga no Yabou: Zenkokuban                                       | Nobunaga's Ambition | 18 tháng 3 năm 1988  | Koei                       |
| North and South                                                     | North & South | 21 tháng 9 năm 1990  | Kemco                      |
| Nuts & Milk                                                         | — | 28 tháng 7 năm 1984  | Hudson Soft                |
| Obake no Q Tarou: Wan Wan Panic                                     | Chubby Cherub | 16 tháng 12 năm 1985 | Bandai                     |
| Obocchamakun                                                        | — | 5 tháng 4 năm 1991   | Tecmo                      |
| Ochinnitoshi Puzzle Tonjan!?                                        | — | 29 tháng 9 năm 1989  | Jaleco                     |
| Oeka Kids - Anpanman no Hiragana Daisuki                            | — | 26 tháng 3 năm 1991  | Bandai                     |
| Oeka Kids - Anpanman to Oekaki Shiyou                               | — | 25 tháng 10 năm 1990 | Bandai                     |
| Oishinbo: Kyukyoku no Menu 3bon Syoubu                              | — | 25 tháng 7 năm 1989  | Bandai                     |
| Olympus no Tatakai                                                  | Battle of Olympus, The | 28 tháng 3 năm 1988  | Imagineer                  |
| Onyanko Town                                                        | — | 21 tháng 11 năm 1985 | Pony Canyon                |
| Operation Wolf                                                      | Operation Wolf | 31 tháng 3 năm 1989  | Taito                      |
| Osomatsu-Kun: Back to Zami no Deppa                                 | — | 8 tháng 12 năm 1989  | Bandai                     |
| Otaku no Seiza                                                      | — | 31 tháng 7 năm 1991  | M&M                        |
| Outlanders                                                          | — | 4 tháng 12 năm 1987  | Victor                     |
| Over Horizon                                                        | Over Horizon (EU only) | 26 tháng 4 năm 1991  | Hot B                      |
| Paaman                                                              | — | 14 tháng 12 năm 1990 | Irem                       |
| Paaman Part 2                                                       | — | 20 tháng 12 năm 1991 | Irem                       |
| Pac-Land                                                            | — | 21 tháng 11 năm 1985 | Namco                      |
| Pac-Man                                                             | Pac-Man | 2 tháng 11 năm 1984  | Namco                      |
| Pachicom                                                            | — | 21 tháng 11 năm 1985 | Toshiba EMI                |
| Pachi-Slot Adventure 2                                              | — | 17 tháng 9 năm 1993  | Coconuts Japan             |
| Pachi-Slot Adventure 3: Bitaoshii 7 Kenzan!                         | — | 13 tháng 5 năm 1994  | Coconuts Japan             |
| Pachinko Daisakusen                                                 | — | 19 tháng 7 năm 1991  | Coconuts Japan             |
| Pachinko Daisakusen 2                                               | — | 10 tháng 7 năm 1992  | Coconuts Japan             |
| Pachiokun 2                                                         | — | 30 tháng 1 năm 1989  | Coconuts Japan             |
| Pachiokun 3                                                         | — | 26 tháng 10 năm 1990 | Coconuts Japan             |
| Pachiokun 4                                                         | — | 22 tháng 11 năm 1991 | Coconuts Japan             |
| Pachiokun 5                                                         | — | 11 tháng 6 năm 1993  | Coconuts Japan             |
| Palamedes                                                           | Palamedes | 6 tháng 7 năm 1990   | Hot B                      |
| Palamedes 2                                                         | — | 17 tháng 5 năm 1991  | Hot B                      |
| Paperboy                                                            | Paperboy | 30 tháng 1 năm 1991  | Altron                     |
| Parareru World                                                      | — | 10 tháng 8 năm 1990  | Varie                      |
| Parasol Henbee                                                      | — | 15 tháng 2 năm 1991  | Epoch                      |
| Paris-Dakar Rally Special                                           | — | 3 tháng 2 năm 1988   | CBS Sony Group             |
| Parodius Da! -Shinwa kara Owarai e-                                 | Parodius | 30 tháng 11 năm 1990 | Konami                     |
| Peepar Time                                                         | — | 10 tháng 8 năm 1990  | Sanritsu Denki             |
| Penguin-Kun Wars                                                    | — | 25 tháng 12 năm 1985 | ASCII                      |
| Perfect Bowling                                                     | — | 25 tháng 7 năm 1989  | Tonkin House               |
| Photon: The Ultimate Game on Planet Earth                           | — | 28 tháng 8 năm 1987  | Takara                     |
| Pinball                                                             | Pinball | 2 tháng 2 năm 1984   | Nintendo                   |
| Pinball Quest                                                       | Pinball Quest | 15 tháng 12 năm 1989 | Jaleco                     |
| Pizza Pop                                                           | — | 7 tháng 1 năm 1992   | Jaleco                     |
| Plasma Ball                                                         | — | 27 tháng 3 năm 1992  | Jaleco                     |
| Pocket Zaurus: Ju Ouken no Nazo                                     | — | 27 tháng 2 năm 1987  | Bandai                     |
| Pooyan                                                              | — | 20 tháng 9 năm 1985  | Hudson Soft                |
| Popeye                                                              | Popeye | 15 tháng 7 năm 1983  | Nintendo                   |
| Popeye no Eigo Asobi                                                | — | 22 tháng 11 năm 1983 | Nintendo                   |
| Portopia Renzoku Satsujin Jiken                                     | — | 29 tháng 11 năm 1985 | Enix                       |
| Power Blazer                                                        | Power Blade | 20 tháng 4 năm 1990  | Taito                      |
| Power Soccer                                                        | — | 30 tháng 3 năm 1990  | Tokuma Shoten              |
| Predator                                                            | Predator | 10 tháng 3 năm 1988  | Pack-In-Video              |
| President no Sentaku                                                | — | 2 tháng 3 năm 1990   | Hot B                      |
| Pro Yakyuu Family Stadium                                           | R.B.I. Baseball | 10 tháng 12 năm 1986 | Namco                      |
| Pro Yakyuu Family Stadium '87                                       | — | 22 tháng 12 năm 1987 | Namco                      |
| Pro Yakyuu Family Stadium '88                                       | — | 20 tháng 12 năm 1988 | Namco                      |
| Pro Yakyuu Satsujin Jiken!                                          | — | 24 tháng 12 năm 1988 | Capcom                     |
| Punch-Out!!                                                         | Mike Tyson's Punch-Out!! | 21 tháng 11 năm 1987 | Nintendo                   |
| Puyo Puyo                                                           | — | 23 tháng 7 năm 1993  | Tokuma Shoten              |
| Puzslot                                                             | — | 28 tháng 2 năm 1992  | Sammy                      |
| Puzznic                                                             | Puzznic | 19 tháng 7 năm 1991  | IGS                        |
| Pajama Hero Nemo                                                    | Little Nemo: The Dream Master | 7 tháng 12 năm 1990  | Capcom                     |
| Pyokotan no Daimeiro                                                | — | 19 tháng 3 năm 1993  | Sunsoft                    |
| Quarterback Scramble                                                | — | 19 tháng 12 năm 1989 | Pony Canyon                |
| Quarth                                                              | — | 13 tháng 4 năm 1990  | Konami                     |
| Quinty                                                              | Mendel Palace | 27 tháng 6 năm 1989  | Namco                      |
| Quiz Project Q: Cutie Project & Battle 1000                         | — | 29 tháng 5 năm 1992  | Hect                       |
| Racer Mini Yonku: Nhật Bản Cup                                      | — | 25 tháng 8 năm 1989  | Konami                     |
| Radia Senki: Reimeihen                                              | — | 15 tháng 11 năm 1991 | Tecmo                      |
| Raf World                                                           | Journey to Silius | 10 tháng 8 năm 1990  | Sunsoft                    |
| Raid on Bungeling Bay                                               | Raid on Bungeling Bay | 22 tháng 2 năm 1985  | Hudson Soft                |
| Rainbow Island: The Story of Bubble Bobble 2                        | Rainbow Islands | 26 tháng 7 năm 1988  | Taito                      |
| Rambo                                                               | Rambo | 4 tháng 12 năm 1987  | Pack-In-Video              |
| Rampart                                                             | — | 29 tháng 11 năm 1991 | Konami                     |
| Rasāru Ishii no Childs Quest                                        | — | 23 tháng 6 năm 1989  | Namco                      |
| Recca - Summer Carnival '92                                         | — | 17 tháng 7 năm 1992  | Naxat Soft                 |
| Red Arremer II                                                      | Gargoyle's Quest II: The Demon Darkness                                                                                          | 17 tháng 7 năm 1992  | Capcom                     |
| Reigen Doushi                                                       | Phantom Fighter | 16 tháng 9 năm 1988  | Pony Canyon                |
| Ripple Island                                                       | — | 23 tháng 1 năm 1988  | Sunsoft                    |
| Road Fighter                                                        | Road Fighter (EU only) | 11 tháng 7 năm 1985  | Konami                     |
| Robocco Wars                                                        | — | 2 tháng 8 năm 1991   | IGS                        |
| RoboCop                                                             | RoboCop | 25 tháng 8 năm 1989  | Data East                  |
| RoboCop 2                                                           | RoboCop 2 | 1990                 | Data East                  |
| Robot Block                                                         | Stack-Up | 26 tháng 7 năm 1985  | Nintendo                   |
| Robot Gyro                                                          | Gyromite | 13 tháng 8 năm 1985  | Nintendo                   |
| Rockman                                                             | Mega Man | 17 tháng 12 năm 1987 | Capcom                     |
| Rockman 2: Dr. Wily no Nazo                                         | Mega Man 2 | 24 tháng 12 năm 1988 | Capcom                     |
| Rockman 3: Dr. Wily no Saigo!?                                      | Mega Man 3 | 28 tháng 9 năm 1990  | Capcom                     |
| Rockman 4: Aratanaru Yabō!!                                         | Mega Man 4 | 6 tháng 12 năm 1991  | Capcom                     |
| Rockman 5: Blues no Wana!?                                          | Mega Man 5 | 4 tháng 12 năm 1992  | Capcom                     |
| Rockman 6: Shijō Saidai no Tatakai!!                                | Mega Man 6 | 5 tháng 10 năm 1993  | Capcom                     |
| Rokudenashi Blues                                                   | — | 29 tháng 10 năm 1993 | Bandai                     |
| Rollerball                                                          | Rollerball | 20 tháng 12 năm 1988 | HAL                        |
| Rolling Thunder                                                     | Rolling Thunder (unlicensed) | 17 tháng 3 năm 1989  | Namco                      |
| Route 16 Turbo                                                      | — | 4 tháng 10 năm 1985  | Sunsoft                    |
| Royal Blood                                                         | Gemfire | 29 tháng 8 năm 1991  | Koei                       |
| RPG Jinsei Game                                                     | — | 26 tháng 11 năm 1993 | Takara                     |
| Sensha Senryaku: Sabaku no Kitsune                                  | Desert Commander | 28 tháng 4 năm 1988  | Kemco                      |
| Saikoushi Sedi                                                      | — | 24 tháng 12 năm 1988 | Fuji Television            |
| Saint Seiya                                                         | Les Chevaliers du Zodiaque: La Légende d'or (EU only)                                                                            | 10 tháng 8 năm 1987  | Bandai                     |
| Saint Seiya 2                                                       | — | 30 tháng 5 năm 1988  | Bandai                     |
| Saiyuuki World                                                      | — | 11 tháng 11 năm 1988 | Jaleco                     |
| Saiyuuki World 2                                                    | Whomp 'Em | 7 tháng 12 năm 1990  | Jaleco                     |
| Sakigake!! Otokojuku                                                | — | 3 tháng 3 năm 1989   | Bandai                     |
| Salad no Kuni no Tomato Hime                                        | Princess Tomato in the Salad Kingdom                                                                                             | 27 tháng 5 năm 1988  | Hudson Soft                |
| Salamander                                                          | Life Force | 25 tháng 9 năm 1987  | Konami                     |
| San Goku Shi                                                        | Romance of the Three Kingdoms | 30 tháng 10 năm 1988 | Koei                       |
| San Goku Shi II                                                     | Romance of the Three Kingdoms II                                                                                                 | 2 tháng 11 năm 1990  | Koei                       |
| San Goku Shi: Chuugen no Hasha                                      | — | 29 tháng 7 năm 1988  | Namco                      |
| San Goku Shi II: Haou no Tairiku                                    | — | 10 tháng 6 năm 1992  | Namco                      |
| Sanada Juu Yuushi                                                   | — | 24 tháng 6 năm 1988  | Kemco                      |
| Sanma no Meitantei                                                  | — | 2 tháng 4 năm 1987   | Namco                      |
| Sanrio Carnival                                                     | — | 22 tháng 11 năm 1990 | Character Soft             |
| Sanrio Carnival 2                                                   | — | 14 tháng 1 năm 1993  | Character Soft             |
| Sanrio Cup: Pon Pon Volley                                          | — | 17 tháng 7 năm 1992  | Character Soft             |
| Sansara Naga                                                        | — | 23 tháng 3 năm 1990  | Victor                     |
| Sansū 1-nen: Keisan Game                                            | — | 25 tháng 4 năm 1986  | Tokyo Shoseki              |
| Sansū 2-nen: Keisan Game                                            | — | 25 tháng 4 năm 1986  | Tokyo Shoseki              |
| Sansū 3-nen: Keisan Game                                            | — | 25 tháng 4 năm 1986  | Tokyo Shoseki              |
| Sansū 4-nen: Keisan Game                                            | — | 30 tháng 10 năm 1986 | Tokyo Shoseki              |
| Sansū 5+6-nen: Keisan Game                                          | — | 30 tháng 10 năm 1986 | Tokyo Shoseki              |
| Satomi Hakkenden                                                    | — | 20 tháng 1 năm 1989  | SNK                        |
| Satsui no Kaisou                                                    | — | 7 tháng 1 năm 1988   | HAL                        |
| SD Battle Oozumou                                                   | — | 20 tháng 4 năm 1990  | Banpresto                  |
| SD Gundam Gachapon Senshi 2: Capsule Senki                          | — | 25 tháng 6 năm 1989  | Bandai                     |
| SD Gundam Gachapon Senshi 3: Eiyuu Senki                            | — | 22 tháng 12 năm 1990 | Yutaka                     |
| SD Gundam Gachapon Senshi 4: New Type Story                         | — | 21 tháng 12 năm 1991 | Yutaka                     |
| SD Gundam Gachapon Senshi 5: Battle of Universal Century            | — | 22 tháng 12 năm 1992 | Yutaka                     |
| SD Gundam Gaiden: Knight Gundam Monogatari                          | — | 11 tháng 8 năm 1990  | Bandai                     |
| SD Gundam Gaiden: Knight Gundam Monogatari 2: Hikari no Kishi       | — | 12 tháng 10 năm 1991 | Bandai                     |
| SD Gundam Gaiden: Knight Gundam Monogatari 3                        | — | 23 tháng 10 năm 1992 | Bandai                     |
| Datach: SD Gundam: Gundam Wars                                      | — | 23 tháng 4 năm 1993  | Bandai                     |
| SD Hero Soukessen: Taose! Aku no Gundan                             | — | 7 tháng 7 năm 1990   | Banpresto                  |
| SD Keiji Blader                                                     | — | 2 tháng 8 năm 1991   | Taito                      |
| SD Sengoku Bushou Retsuden: Rekka no Gotoku Tenka o Nusure!         | — | 8 tháng 9 năm 1990   | Banpresto                  |
| Seicross                                                            | Seicross | 15 tháng 5 năm 1986  | Nihon Bussan               |
| Seikima II Akuma no Gyakushū!                                       | — | 25 tháng 12 năm 1986 | CBS Sony Group             |
| Seirei Densetsu Lickle                                              | Little Samson | 26 tháng 6 năm 1992  | Taito                      |
| Seirei Gari                                                         | — | 8 tháng 12 năm 1989  | Hudson Soft                |
| Sekiryuou                                                           | — | 10 tháng 2 năm 1989  | Sunsoft                    |
| Senjo no Ookami                                                     | Commando | 27 tháng 9 năm 1986  | Capcom                     |
| Shadow Brain                                                        | — | 21 tháng 3 năm 1991  | Pony Canyon                |
| Shadowgate                                                          | Shadowgate | 31 tháng 3 năm 1989  | Kemco                      |
| Shanghai                                                            | — | 4 tháng 12 năm 1987  | Sunsoft                    |
| Shanghai II                                                         | — | 24 tháng 8 năm 1990  | Sunsoft                    |
| Sherlock Holmes: Hakushaku Reijō Yūkai Jiken                        | — | 11 tháng 12 năm 1986 | Towachiki                  |
| Shikinjo                                                            | — | 26 tháng 4 năm 1991  | Toei Animation             |
| Shin 4-Jin Uchi Mahjong: Yakuman Tengoku                            | — | 28 tháng 6 năm 1991  | Nintendo                   |
| Shin Moero!! Pro Yakyuu                                             | — | 13 tháng 7 năm 1989  | Jaleco                     |
| Shin Satomi Hakken-Den - Hikari to Yami no Tatakai                  | — | 8 tháng 12 năm 1989  | Toei Animation             |
| Shinjinrui                                                          | Adventures of Dino Riki | 10 tháng 2 năm 1987  | Rix Soft                   |
| Shinsenden                                                          | — | 15 tháng 12 năm 1989 | Irem                       |
| Shougi Meikan '92                                                   | — | 30 tháng 1 năm 1992  | Hect                       |
| Shougi Meikan '93                                                   | — | 4 tháng 12 năm 1992  | Hect                       |
| Shogun                                                              | — | 27 tháng 5 năm 1988  | Hect                       |
| Shōnen Ashibe Nepal Daibouken no Maki                               | — | 15 tháng 11 năm 1991 | Takara                     |
| Shuffle Fight                                                       | — | 9 tháng 10 năm 1992  | Banpresto                  |
| Shufflepuck Café                                                    | — | 21 tháng 10 năm 1990 | Pony Canyon                |
| Side Pocket                                                         | Side Pocket | 30 tháng 10 năm 1987 | Namco                      |
| Silva Saga                                                          | — | 24 tháng 7 năm 1992  | SETA                       |
| Sky Destroyer                                                       | — | 14 tháng 11 năm 1985 | Taito                      |
| Sky Kid                                                             | Sky Kid | 22 tháng 8 năm 1986  | Namco                      |
| Snow Bros.                                                          | Snow Brothers | 6 tháng 12 năm 1991  | Toaplan                    |
| Soccer                                                              | Soccer | 9 tháng 4 năm 1985   | Nintendo                   |
| Softball Tengoku                                                    | Dusty Diamond's All-Star Softball                                                                                                | 27 tháng 10 năm 1989 | Tonkin House               |
| Solomon no Kagi                                                     | Solomon's Key | 30 tháng 7 năm 1986  | Tecmo                      |
| Solomon no Kagi 2                                                   | Solomon's Key 2/Fire 'n Ice | 24 tháng 1 năm 1992  | Tecmo                      |
| Solstice                                                            | Solstice: The Quest for the Staff of Demnos                                                                                      | 20 tháng 7 năm 1990  | Epic/Sony Records          |
| SonSon                                                              | — | 8 tháng 2 năm 1986   | Capcom                     |
| Soreike! Anapanman Minna de Hiking Game                             | — | 20 tháng 3 năm 1992  | Bandai                     |
| Space Harrier                                                       | — | 6 tháng 1 năm 1989   | Takara                     |
| Space Hunter                                                        | — | 25 tháng 9 năm 1986  | Kemco                      |
| Space Invaders                                                      | — | 17 tháng 4 năm 1985  | Taito                      |
| Space Shadow                                                        | — | 20 tháng 2 năm 1989  | Bandai                     |
| Spartan X                                                           | Kung Fu | 21 tháng 6 năm 1985  | Nintendo                   |
| Spartan X 2                                                         | — | 27 tháng 9 năm 1991  | Irem                       |
| Spelunker                                                           | Spelunker | 7 tháng 12 năm 1985  | Irem                       |
| Spelunker II: Yūsha e no Chōsen                                     | — | 18 tháng 9 năm 1987  | Irem                       |
| Splatterhouse: Wanpaku Graffiti                                     | — | 31 tháng 7 năm 1989  | Namco                      |
| Spot                                                                | Spot: The Video Game | 16 tháng 10 năm 1992 | Bullet-Proof Software      |
| Spy vs. Spy                                                         | Spy VS. Spy | 26 tháng 4 năm 1986  | Kemco                      |
| Spy vs. Spy II: Nankoku Shirei!!                                    | — | 27 tháng 3 năm 1987  | Kemco                      |
| Sqoon                                                               | Sqoon | 26 tháng 6 năm 1986  | Irem                       |
| Square no Tom Sawyer                                                | — | 30 tháng 11 năm 1989 | Square                     |
| Star Force                                                          | Star Force | 25 tháng 6 năm 1985  | Hudson Soft                |
| Star Luster                                                         | — | 6 tháng 12 năm 1985  | Namco                      |
| Star Soldier                                                        | Star Soldier | 13 tháng 6 năm 1986  | Hudson Soft                |
| Star Wars                                                           | — | 4 tháng 12 năm 1987  | Namco                      |
| Star Wars                                                           | Star Wars | 15 tháng 11 năm 1991 | Victor                     |
| Star Wars: Teikoku no Gyakushuu                                     | Star Wars: The Empire Strikes Back                                                                                               | 12 tháng 3 năm 1993  | Victor                     |
| Stargate                                                            | Defender II | 24 tháng 9 năm 1987  | HAL                        |
| STED: Iseki Wakusei no Yabou                                        | — | 27 tháng 7 năm 1990  | K Amusement                |
| Stick Hunter                                                        | — | 18 tháng 12 năm 1987 | K Amusement                |
| Sugoro Quest: Dice no Senshi Tachi                                  | — | 28 tháng 6 năm 1991  | Technos Japan              |
| Suikoden: Tenmei no Chikai                                          | Bandit Kings of Ancient Trung Quốc                                                                                               | 25 tháng 6 năm 1990  | Koei                       |
| Sukeban Deka III                                                    | — | 22 tháng 1 năm 1988  | Toei Animation             |
| Super Arabian                                                       | — | 25 tháng 7 năm 1985  | Sunsoft                    |
| Super Black Onyx                                                    | — | 14 tháng 7 năm 1988  | Bullet-Proof Software      |
| Super Chinese                                                       | Kung-Fu Heroes | 20 tháng 6 năm 1986  | Namco                      |
| Super Chinese 2                                                     | Little Ninja Brothers | 26 tháng 5 năm 1989  | Culture Brain              |
| Super Chinese 3                                                     | — | 1 tháng 3 năm 1991   | Culture Brain              |
| Super Contra                                                        | Super C (USA version) Probotector 2: Return of the Evil Forces (European version)                                                | 2 tháng 2 năm 1990   | Konami                     |
| Super Dynamix Badminton                                             | — | 26 tháng 8 năm 1988  | VAP                        |
| Super Mario Bros.                                                   | Super Mario Bros. | 13 tháng 9 năm 1985  | Nintendo                   |
| Super Mario Bros. 3                                                 | Super Mario Bros. 3 | 23 tháng 10 năm 1988 | Nintendo                   |
| Super Mario USA                                                     | Super Mario Bros. 2 | 16 tháng 9 năm 1992  | Nintendo                   |
| Super Mogura Tataki!! Pokkun Mogura                                 | — | 8 tháng 12 năm 1989  | IGS                        |
| Super Momotaro Dentetsu                                             | — | 20 tháng 3 năm 1992  | Hudson Soft                |
| Super Pinball                                                       | — | 23 tháng 8 năm 1988  | Coconuts Japan             |
| Super Pitfall                                                       | Super Pitfall | 5 tháng 9 năm 1986   | Pony Canyon                |
| Super Real Baseball '88                                             | — | 30 tháng 7 năm 1988  | VAP                        |
| Super Rugby                                                         | — | 27 tháng 12 năm 1989 | TSS                        |
| Super Sprint                                                        | Super Sprint (unlicensed) | 3 tháng 8 năm 1991   | Altron                     |
| Super Star Force: Jikūreki no Himitsu                               | — | 11 tháng 11 năm 1986 | Tecmo                      |
| Super Star Pro Wrestling                                            | WCW Wrestling | 9 tháng 12 năm 1989  | Pony Canyon                |
| Super Xevious: GAMP no Nazo                                         | — | 19 tháng 9 năm 1986  | Namco                      |
| Superman                                                            | Superman | 26 tháng 12 năm 1987 | Kemco                      |
| SWAT: Special Weapons and Tactics                                   | — | 11 tháng 9 năm 1987  | Toei Animation             |
| Sweet Home                                                          | — | 15 tháng 12 năm 1989 | Capcom                     |
| Sword Master                                                        | Sword Master | 21 tháng 12 năm 1990 | Athena                     |
| Tag Team Pro Wrestling                                              | Tag Team Wrestling | 2 tháng 4 năm 1986   | Namco                      |
| Taito Basketball                                                    | Ultimate Basketball | 26 tháng 4 năm 1991  | Taito                      |
| Taito Chase H.Q.                                                    | — | 8 tháng 12 năm 1989  | Taito                      |
| Taito Grand Prix: Eikou heno License                                | — | 18 tháng 12 năm 1987 | Taito                      |
| Taiyou no Shinden Asteka II                                         | Tombs & Treasure | 3 tháng 8 năm 1988   | Tokyo Shoseki              |
| Taiyou no Yuusha Firebird                                           | — | 11 tháng 1 năm 1992  | Irem                       |
| Takahashi Meijin no Boken Jima                                      | Adventure Island | 12 tháng 9 năm 1986  | Hudson Soft                |
| Takahashi Meijin no Boken Jima II                                   | Adventure Island II | 26 tháng 4 năm 1991  | Hudson Soft                |
| Takahashi Meijin no Boken Jima III                                  | Adventure Island 3 | 31 tháng 7 năm 1992  | Hudson Soft                |
| Master Takahashi's Adventure Island IV                              | — | 24 tháng 6 năm 1994  | Hudson Soft                |
| Takahashi Meijin no Bug-tte Honey                                   | — | 5 tháng 6 năm 1987   | Hudson Soft                |
| Takeda Shingen                                                      | — | 28 tháng 3 năm 1988  | Hot B                      |
| Takeda Shingen II                                                   | Shingen the Ruler | 21 tháng 8 năm 1989  | Hot B                      |
| Takeshi no Chōsenjō                                                 | — | 10 tháng 12 năm 1986 | Taito                      |
| Takeshi no Sengoku Fūunji                                           | — | 25 tháng 11 năm 1988 | Taito                      |
| Tamura Teruaki no Mahjong Seminar                                   | — | 21 tháng 9 năm 1990  | Pony Canyon                |
| Tanigawa Koji no Shougi Shinan II                                   | — | 18 tháng 3 năm 1988  | Pony Canyon                |
| Tanigawa Koji no Shougi Shinan III                                  | — | 14 tháng 9 năm 1989  | Pony Canyon                |
| Tantei Jinguji Saburo: Yokohamakou Renzoku Satsujin Jiken           | — | 26 tháng 2 năm 1988  | Data East                  |
| Tantei Jinguji Saburo: Toki no Sugiyuku Mama Ni                     | — | 28 tháng 9 năm 1990  | Data East                  |
| Tao                                                                 | — | 1 tháng 12 năm 1989  | VAP                        |
| Tashiro Masashi no Princess ga Ippai                                | — | 27 tháng 10 năm 1989 | Epic/Sony Records          |
| Tatakae! Chō Robot Seimeitai Transformers: Convoy no Nazo           | — | 5 tháng 12 năm 1986  | Takara                     |
| Tatakai no Banka                                                    | Trojan | 24 tháng 12 năm 1986 | Capcom                     |
| Tatake!! Ramen-Man                                                  | — | 10 tháng 8 năm 1988  | Bandai                     |
| Tecmo Bowl                                                          | Tecmo Bowl | 30 tháng 11 năm 1990 | Tecmo                      |
| Tecmo Super Bowl                                                    | Tecmo Super Bowl | 13 tháng 12 năm 1991 | Tecmo                      |
| Tecmo World Cup Soccer                                              | Tecmo World Cup Soccer (EU only)                                                                                                 | 7 tháng 12 năm 1990  | Tecmo                      |
| Teenage Mutant Ninja Turtles: Super Kame Ninja                      | Teenage Mutant Ninja Turtles II: The Arcade Game(USA version) Teenage Mutant Hero Turtles II: The Arcade Game (European version) | 7 tháng 12 năm 1990  | Konami                     |
| Teenage Mutant Ninja Turtles III: The Manhattan Project             | Teenage Mutant Ninja Turtles III: The Manhattan Project                                                                          | 13 tháng 12 năm 1991 | Konami                     |
| Tenchi o Kurau                                                      | Destiny of an Emperor | 19 tháng 5 năm 1989  | Capcom                     |
| Tenchi o Kurau II                                                   | — | 5 tháng 4 năm 1991   | Capcom                     |
| Tenkaichi Bushi Keru Naguuru                                        | — | 21 tháng 7 năm 1989  | Namco                      |
| Tennis                                                              | Tennis | 14 tháng 1 năm 1984  | Nintendo                   |
| Terao no Dosukoi Oozumou                                            | — | 24 tháng 11 năm 1989 | Jaleco                     |
| Terminator 2                                                        | Terminator 2: Judgment Day | 26 tháng 6 năm 1992  | Pack-In-Video              |
| Terra Cresta                                                        | Terra Cresta | 27 tháng 9 năm 1986  | Nihon Bussan               |
| Tetra Star                                                          | — | 24 tháng 5 năm 1991  | Taito                      |
| Tetris                                                              | — | 22 tháng 12 năm 1988 | Bullet-Proof Software      |
| Tetris 2 + Bombliss                                                 | — | 13 tháng 12 năm 1991 | Bullet-Proof Software      |
| Tetris Flash                                                        | Tetris 2 | 21 tháng 9 năm 1993  | Nintendo                   |
| Tetsudou-Oh                                                         | — | 13 tháng 12 năm 1991 | DB Soft                    |
| Tetsuwan Atom                                                       | — | 26 tháng 2 năm 1988  | Konami                     |
| Thexder                                                             | — | 19 tháng 12 năm 1985 | Square                     |
| Thunderbirds                                                        | Thunderbirds | 29 tháng 9 năm 1989  | Pack-In-Video              |
| Tiger-Heli                                                          | Tiger-Heli | 5 tháng 12 năm 1986  | Pony Canyon                |
| Time Zone                                                           | — | 25 tháng 10 năm 1991 | Sigma Entertainment        |
| Times of Lore                                                       | Times of Lore | 7 tháng 12 năm 1990  | Toho                       |
| Tiny Toon Adventures                                                | Tiny Toon Adventures | 20 tháng 12 năm 1991 | Konami                     |
| Tiny Toon Adventures 2: Montana Land e Yōkoso                       | Tiny Toon Adventures 2: Trouble in Wackyland                                                                                     | 27 tháng 11 năm 1992 | Konami                     |
| Titan                                                               | — | 10 tháng 8 năm 1990  | SOFEL                      |
| TM Network: Live in Power Bowl                                      | — | 22 tháng 12 năm 1989 | Epic/Sony Records          |
| Tobidase Daisakusen 2: JJ                                           | — | 21 tháng 8 năm 1989  | Square                     |
| Tokkyū Shirei Solbrain                                              | Shatterhand | 26 tháng 10 năm 1991 | Angel                      |
| Tokoro-san no Mamoru mo Semeru mo                                   | — | 27 tháng 6 năm 1987  | Epic/Sony Records          |
| Tokyo Pachi-Slot Adventure                                          | — | 13 tháng 12 năm 1991 | Coconuts Japan             |
| Tom & Jerry                                                         | Tom & Jerry | 13 tháng 11 năm 1992 | Altron                     |
| Tom Sawyer no Bouken                                                | Adventures of Tom Sawyer, The | 6 tháng 2 năm 1989   | SETA                       |
| Top Gun                                                             | Top Gun | 11 tháng 12 năm 1987 | Konami                     |
| Top Gun: Dual Fighters                                              | Top Gun: The Second Mission | 15 tháng 12 năm 1989 | Konami                     |
| Top Rider                                                           | — | 17 tháng 12 năm 1988 | Varie                      |
| Top Striker                                                         | — | 22 tháng 10 năm 1992 | Namco                      |
| Totsuzen! Macho Man                                                 | Amagon | 2 tháng 12 năm 1988  | Vic Tokai                  |
| Touch Down Fever: American Football                                 | Touch Down Fever | 11 tháng 11 năm 1988 | K Amusement                |
| Touhou Kenbunku                                                     | — | 10 tháng 11 năm 1988 | Natsume                    |
| Tōkaidō Gojūsan-tsugi                                               | — | 3 tháng 7 năm 1986   | Sunsoft                    |
| Toukon Club                                                         | — | 24 tháng 7 năm 1992  | Jaleco                     |
| The Tower of Druaga                                                 | — | 6 tháng 8 năm 1985   | Namco                      |
| The Triathlon                                                       | — | 16 tháng 12 năm 1988 | K Amusement                |
| Tsuppari Oozumou                                                    | — | 18 tháng 9 năm 1987  | Tecmo                      |
| Tsuppari Wars                                                       | — | 28 tháng 6 năm 1991  | Sammy                      |
| Tsurikichi Sanpei                                                   | — | 17 tháng 3 năm 1988  | Victor                     |
| Tsuru Pikahage Maru: Mezase! Tsuruseko no Akashi                    | — | 13 tháng 12 năm 1991 | Jaleco                     |
| Twin Eagle: Revenge Joe's Brother                                   | Twin Eagle | 12 tháng 4 năm 1991  | Romstar                    |
| TwinBee                                                             | — | 4 tháng 1 năm 1986   | Konami                     |
| TwinBee 3                                                           | — | 29 tháng 9 năm 1989  | Konami                     |
| Uchuu Keibitai SDF                                                  | — | 7 tháng 9 năm 1990   | HAL                        |
| Uchūsen: Cosmo Carrier                                              | — | 6 tháng 11 năm 1987  | Jaleco                     |
| Ultima                                                              | Ultima III: Exodus | 9 tháng 10 năm 1987  | Pony Canyon                |
| Ultima: Seisha he no Michi                                          | Ultima: Quest of the Avatar | 20 tháng 9 năm 1989  | Pony Canyon                |
| Ultraman Club Kaijuu Dai Kessen!!                                   | — | 25 tháng 12 năm 1992 | Angel                      |
| Datach: Ultraman Club: Supokon Fight!                               | — | 23 tháng 4 năm 1993  | Bandai                     |
| Ultraman Club 2: Kaettekita Ultraman Club                           | — | 7 tháng 4 năm 1990   | Yutaka                     |
| Ultraman Club 3                                                     | — | 29 tháng 12 năm 1991 | Yutaka                     |
| The Untouchables                                                    | The Untouchables | 20 tháng 12 năm 1991 | Altron                     |
| Urban Champion                                                      | Urban Champion | 14 tháng 11 năm 1984 | Nintendo                   |
| Urusei Yatsura: Lum's Wedding Bell                                  | — | 23 tháng 10 năm 1986 | Jaleco                     |
| US Championship V'Ball                                              | Super Spike V'Ball | 10 tháng 11 năm 1989 | Technos Japan              |
| USA Ice Hockey in FC                                                | Pro Sport Hockey | 6 tháng 3 năm 1993   | Jaleco                     |
| Ushio to Tora: Shin'en no Daiyō                                     | — | 9 tháng 7 năm 1993   | Yutaka                     |
| Utsurun Desu.: Kawauso Hawaii e Iku!!!                              | — | 6 tháng 3 năm 1992   | Takara                     |
| Valkyrie no Bōken: Toki no Kagi Densetsu                            | — | 1 tháng 8 năm 1986   | Namco                      |
| Valis: The Fantasm Soldier                                          | — | 21 tháng 8 năm 1987  | Tokuma Shoten              |
| Vegas Connection: Casino Kara Ai wo Komete                          | — | 24 tháng 11 năm 1989 | Sigma Entertainment        |
| Venus Senki                                                         | — | 14 tháng 10 năm 1989 | Varie                      |
| Viva Las Vegas                                                      | Vegas Dream | 30 tháng 9 năm 1988  | Epic/Sony Records          |
| Volguard II                                                         | — | 7 tháng 12 năm 1985  | DB Soft                    |
| Wagyan Land                                                         | — | 9 tháng 2 năm 1989   | Namco                      |
| Wagyan Land 2                                                       | — | 14 tháng 12 năm 1990 | Namco                      |
| Wagyan Land 3                                                       | — | 8 tháng 12 năm 1992  | Namco                      |
| Wai Wai World                                                       | — | 14 tháng 1 năm 1988  | Konami                     |
| Wai Wai World 2: SOS!! Parsley Jō                                   | — | 5 tháng 1 năm 1991   | Konami                     |
| Wanpaku Duck Yume Bouken                                            | DuckTales | 26 tháng 1 năm 1990  | Capcom                     |
| Wanpaku Kokkun no Gourmet World                                     | Panic Restaurant | 24 tháng 4 năm 1992  | Taito                      |
| Wario no Mori                                                       | Wario's Woods | 19 tháng 2 năm 1994  | Nintendo                   |
| Warpman                                                             | — | 12 tháng 7 năm 1985  | Namco                      |
| Western Kids                                                        | Cowboy Kid | 13 tháng 9 năm 1991  | Visco                      |
| White Lion Densetsu                                                 | Legend of the Ghost Lion | 14 tháng 7 năm 1989  | Kemco                      |
| Wild Gunman                                                         | Wild Gunman | 18 tháng 2 năm 1984  | Nintendo                   |
| Willow                                                              | Willow | 18 tháng 7 năm 1989  | Capcom                     |
| Wily & Right no RockBoard: That's Paradise                          | — | 15 tháng 1 năm 1993  | Capcom                     |
| Wing of Madoola                                                     | — | 18 tháng 12 năm 1986 | Sunsoft                    |
| Winners Cup                                                         | — | 12 tháng 8 năm 1988  | Data East                  |
| Wit's                                                               | — | 13 tháng 7 năm 1990  | Athena                     |
| Wizardry: Proving Grounds of the Mad Overlord                       | Wizardry: Proving Grounds of the Mad Overlord                                                                                    | 22 tháng 12 năm 1987 | ASCII                      |
| Wizardry II: Legacy of Llylgamyn - The Third Scenario               | — | 21 tháng 2 năm 1989  | ASCII                      |
| Wizardry III: Knight of Diamonds - The Second Scenario              | Wizardry: Knight of Diamonds - The Second Scenario                                                                               | 9 tháng 3 năm 1990   | ASCII                      |
| Woody Poko                                                          | — | 20 tháng 6 năm 1987  | DB Soft                    |
| World Boxing                                                        | — | 8 tháng 9 năm 1990   | TSS                        |
| World Grand-Prix - Pole To Finish                                   | Al Unser Jr.'s Turbo Racing | 31 tháng 1 năm 1989  | Data East                  |
| World Super Tennis                                                  | Top Players' Tennis/Four Players' Tennis                                                                                         | 13 tháng 10 năm 1989 | Asmik                      |
| Wrecking Crew                                                       | Wrecking Crew | 18 tháng 6 năm 1985  | Nintendo                   |
| WWF WrestleMania Challenge                                          | WWF WrestleMania Challenge | 27 tháng 3 năm 1992  | Hot B                      |
| Xevious                                                             | Xevious | 8 tháng 11 năm 1984  | Namco                      |
| Yie Ar Kung Fu                                                      | — | 22 tháng 4 năm 1985  | Konami                     |
| Yoshi no Cookie                                                     | Yoshi's Cookie | 21 tháng 11 năm 1992 | Nintendo                   |
| Yoshi no Tamago                                                     | Yoshi (USA version) Mario & Yoshi (European version)                                                                             | 14 tháng 12 năm 1991 | Nintendo                   |
| Yokai Dochuki                                                       | — | 24 tháng 6 năm 1988  | Namco                      |
| Youkai Club                                                         | — | 19 tháng 5 năm 1987  | Jaleco                     |
| Yousei Monogatari RodLand                                           | RodLand | 11 tháng 12 năm 1992 | Jaleco                     |
| Ys                                                                  | — | 26 tháng 8 năm 1988  | Victor                     |
| Ys II                                                               | — | 25 tháng 5 năm 1990  | Victor                     |
| Ys III: Wanderers from Ys                                           | — | 27 tháng 9 năm 1991  | Victor                     |
| Yume Penguin Monogatari                                             | — | 25 tháng 1 năm 1991  | Konami                     |
| Datach: YuYu Hakusho: Bakutō Ankoku Bujutsu Kai                     | — | 22 tháng 10 năm 1993 | Bandai                     |
| Zelda no Densetsu 1                                                 | Legend of Zelda, The | 19 tháng 2 năm 1994  | Nintendo                   |
| Zenbei!! Pro Basketball                                             | All-Pro Basketball | 21 tháng 7 năm 1989  | Vic Tokai                  |

## Những trò chơi không được phát hành
Danh sách này không đầy đủ, bạn cũng có thể giúp mở rộng danh sách.
| Tựa                         | Năm  | Nhà sản xuất |
| --------------------------- | ---- | ------------ |
| Armadillo II                | 1992 | IGS          |
| Bio Force Ape               | 1992 | SETA         |
| Donkey Kong no Ongaku Asobi | 1983 | Nintendo     |
| Felix the Cat               | 1992 | Hudson Soft  |
| Final Fantasy IV            | 1991 | Square       |
| Neo Vulgus                  | 1988 | Capcom       |
| Parody World: Monster Party | 1989 | Bandai       |
| Pescatore                   | 1991 | Sunsoft      |
| Shounen Majutsushi Indy     | 1992 | IGS Corp.    |
| Strider Hiryuu              | 1988 | Capcom       |
| Sunman                      | 1992 | Sunsoft      |

## Những trò chơi không có giấy phép
Danh sách này không đầy đủ, bạn cũng có thể giúp mở rộng danh sách.
| Tựa                                                | Năm                                  | Nhà sản xuất                                         | Quốc gia                   |
| -------------------------------------------------- | ------------------------------------ | ---------------------------------------------------- | -------------------------- |
| 2 in 1: Cosmocop and Cyber Monster                 | 1993                                 | Sachen                                               | Đài Loan                   |
| 2 in 1: Tough Cop and Super Tough Cop              | 1993                                 | Sachen                                               | Đài Loan                   |
| Adam & Eve                                         | 1991                                 | NTDEC                                                | Đài Loan                   |
| Aladdin                                            | 1995                                 | J.Y. Company                                         | Đài Loan                   |
| Aladdin II                                         | June 1995                            | Không xác định                                       | Đài Loan                   |
| Auto-Upturn                                        | 1991                                 | Sachen                                               | Đài Loan                   |
| AV Bishoujo Senshi Girl Fighting                   | 1994                                 | Ge De Industry Co.                                   | Đài Loan                   |
| AV Dragon Mahjang                                  | 1991                                 | Hacker International                                 | Nhật Bản                   |
| AV Mahjong Club                                    | 1991                                 | Hacker International                                 | Nhật Bản                   |
| AV Pachi Slot: Big Chance                          | 1991                                 | Hacker International                                 | Nhật Bản                   |
| AV Poker                                           | 1990                                 | Hacker International                                 | Nhật Bản                   |
| AV Super Real Pachinko                             | 1991                                 | Hacker International                                 | Nhật Bản                   |
| AV World Soccer                                    | 1991                                 | Hacker International                                 | Nhật Bản                   |
| Balloon Monster                                    | 1991                                 | NTDEC                                                | Đài Loan                   |
| Bao Xiao San Guo                                   | Không xác định                       | Fuzhou Waixing Computer Science & Technology Co.,LTD | Trung Quốc                 |
| Battle Kid: Kikenna Wana                           | ngày 18 tháng 7 năm 2018             | Columbus Circle                                      | Nhật Bản                   |
| Black Dragon                                       | 1991                                 | Daou Infosys                                         | Hàn Quốc                   |
| Bingo 75                                           | 1990                                 | Sachen                                               | Đài Loan                   |
| Bomber Boy                                         | 1997                                 | Super Game                                           | Đài Loan                   |
| Boogerman                                          | 1997                                 | Super Game                                           | Đài Loan                   |
| Boogerman 2: The Final Adventure                   | 1997                                 | Rex Soft                                             | Đài Loan                   |
| Bookyman                                           | 1991                                 | NTDEC                                                | Đài Loan                   |
| Caltron 6-in-1                                     | 1991                                 | NTDEC                                                | Đài Loan                   |
| Challenge of the Dragon                            | 1990                                 | Sachen                                               | Đài Loan                   |
| Chess Academy                                      | 1990                                 | Sachen                                               | Đài Loan                   |
| Chinese Checkers                                   | 1991                                 | Sachen                                               | Đài Loan                   |
| Contra Spirits                                     | 1997                                 | Hosenkan Electronics                                 | Đài Loan                   |
| Cosmos Cop                                         | 1991                                 | NTDEC                                                | Đài Loan                   |
| Colorful Dragon                                    | 1989                                 | Sachen                                               | Đài Loan                   |
| Crystal Commando                                   | 1991                                 | Daou Infosys                                         | Hàn Quốc                   |
| Dancing Block                                      | 1990                                 | Sachen                                               | Đài Loan                   |
| Dao Shuai                                          | 1989                                 | Sachen                                               | Đài Loan                   |
| Destroyer                                          | 1991                                 | NTDEC                                                | Đài Loan                   |
| Decathlon                                          | 1992                                 | Computer & Entertainment                             | Đài Loan                   |
| Dian Shi Ma Li                                     | 1989                                 | Fiver Firm                                           | Đài Loan                   |
| Donkey Kong Country 4                              | 1997                                 | J.Y. Company                                         | Đài Loan                   |
| Dooly Bravo Land                                   | 1992                                 | Daou Infosys                                         | Hàn Quốc                   |
| Dragon Ball Z 5                                    | 1995                                 | Rex Soft                                             | Đài Loan                   |
| Earthworm Jim 2                                    | 1997                                 | Super Game                                           | Đài Loan                   |
| Felix the Cat                                      | ngày 9 tháng 7 năm 1998              | Dragon Co.                                           | Trung Quốc                 |
| Feng Kuang Ji Dan Zi                               | 2001                                 | Fuzhou Waixing Computer Science & Technology Co.,LTD | Trung Quốc                 |
| Fighting Hero                                      | 1991                                 | NTDEC                                                | Đài Loan                   |
| Final Combat                                       | 1992                                 | Sachen                                               | Đài Loan                   |
| Flying Superboy                                    | 1991                                 | Daou Infosys                                         | Hàn Quốc                   |
| Gaiapolis                                          | 1994                                 | Sachen                                               | Đài Loan                   |
| Galactic CrusaderTWPapillon GalsJP                 | 1989                                 | SachenTWKinema MusicJP                               | Đài Loan,Nhật Bản          |
| Family Noraebang                                   | 1993                                 | Daou Infosys                                         | Hàn Quốc                   |
| Hanafuda Yūkyōde Nagarebana Oryu                   | 1991                                 | Hacker International                                 | Nhật Bản                   |
| Happy Pairs                                        | 1991                                 | Sachen                                               | Đài Loan                   |
| Hayama Reiko: Katsuragi Mayako no AV Hanafuda Club | 1991                                 | Hacker International                                 | Nhật Bản                   |
| Hee-dong Ei's Adventures                           | 1991                                 | Daou Infosys                                         | Hàn Quốc                   |
| Hell Fighter                                       | 1991                                 | Sachen                                               | Đài Loan                   |
| Hidden Chinese Chess                               | 1989                                 | Sachen                                               | Đài Loan                   |
| Hong Lou Meng                                      | Không xác định                       | Dragon Co.                                           | Trung Quốc                 |
| Honey Peach                                        | 1990                                 | Sachen                                               | Đài Loan                   |
| Huge Insect                                        | 1993 but released in the early 2000s | Sachen                                               | Đài Loan                   |
| Idol Shisen Mahjong                                | 1990                                 | Hacker International                                 | Nhật Bản                   |
| Janggun-ui Adeul                                   | 1992                                 | Daou Infosys                                         | Hàn Quốc                   |
| Jovial Race                                        | 1989                                 | Sachen                                               | Đài Loan                   |
| Joyvan KidTWMetal Fighter μJP                      | 1989TW ngày 30 tháng 10 năm 1991JP   | SachenTWKinema MusicJP                               | Đài Loan,Nhật Bản          |
| Jurassic Boy                                       | 1994                                 | Sachen                                               | Đài Loan                   |
| Kart Fighter                                       | 1993                                 | Ge De Industry Co.                                   | Hong Kong                  |
| Klax                                               | 1991                                 | Daou Infosys                                         | Hàn Quốc                   |
| Koko Adventure                                     | 1993                                 | Daou Infosys                                         | Hàn Quốc                   |
| Little Red Hood                                    | 1989                                 | Sachen                                               | Đài Loan                   |
| Locksmith                                          | 1991                                 | Sachen                                               | Đài Loan                   |
| Lucky 777                                          | 1989                                 | Sachen                                               | Đài Loan                   |
| Luan Shi San Guo                                   | Không xác định                       | Dragon Co.                                           | Trung Quốc                 |
| Magic Kid Googoo                                   | 1992                                 | Zemina                                               | Hàn Quốc                   |
| Magical Mathematics                                | 1990                                 | Sachen                                               | Đài Loan                   |
| Magic Cube                                         | 1991                                 | Sachen                                               | Đài Loan                   |
| Mahjong Academy                                    | Không xác định                       | Sachen                                               | Đài Loan                   |
| Mahjang Companion                                  | 1990                                 | SachenTWHacker InternationalJP                       | Đài Loan,Nhật Bản'         |
| Mahjong Summit Kabukichou Hen                      | 1990                                 | Hacker International                                 | Nhật Bản                   |
| Mahjong TrapTWShisen Mahjong: Seifuku HenJP        | 1990                                 | SachenTWHacker InternationalJP                       | Đài Loan,Nhật Bản          |
| Metal Force                                        | 1994                                 | Daou Infosys                                         | Hàn Quốc                   |
| Middle School English                              | 1989                                 | Sachen                                               | Đài Loan                   |
| Millionaire                                        | 1990                                 | Sachen                                               | Đài Loan                   |
| Mickey Mania 7                                     | 1996                                 | J.Y. Company                                         | Đài Loan                   |
| Miss Peach World                                   | 1991                                 | Hacker International                                 | Nhật Bản                   |
| Mortal Kombat 3                                    | Không xác định                       | Super Game                                           | Đài Loan                   |
| NEO Heiankyo Alien                                 | 2017                                 | Columbus Circle                                      | Nhật Bản                   |
| Octagon                                            | 1991                                 | Daou Infosys                                         | Hàn Quốc                   |
| Olympic I.Q.                                       | 1991                                 | Sachen                                               | Đài Loan                   |
| One-eyed Jack                                      | 1991                                 | Daou Infosys                                         | Hàn Quốc                   |
| Panda Baby                                         | 1997                                 | Dragon Co.                                           | Trung Quốc                 |
| Pipe V                                             | 1990                                 | Sachen                                               | Đài Loan                   |
| Pocahontas Part 2                                  | 1997                                 | Super Game                                           | Đài Loan                   |
| Poker II                                           | 1990                                 | Sachen                                               | Đài Loan                   |
| Poker III                                          | 1991                                 | Sachen                                               | Đài Loan                   |
| Poker Mahjong                                      | 1991                                 | Sachen                                               | Đài Loan                   |
| Popo Team                                          | 1992                                 | Sachen                                               | Đài Loan                   |
| PyramidTWPyramid Cleopatra Kiki IppatsuJP          | 1990                                 | SachenTWHacker InternationalJP                       | Đài Loan,Nhật Bản          |
| Pyramid II                                         | 1990                                 | Sachen                                               | Đài Loan                   |
| Q Boy                                              | 1994                                 | Sachen                                               | Đài Loan                   |
| Raid/Tu Ji                                         | 1989                                 | Sachen                                               | Đài Loan                   |
| Road Runner X                                      | 1991                                 | Daou Infosys                                         | Hàn Quốc                   |
| Rockball                                           | 1993                                 | Sachen                                               | Đài Loan                   |
| Rocman X                                           | 1995                                 | Sachen                                               | Đài Loan                   |
| Samurai Spirits                                    | 1995                                 | Rex Soft                                             | Đài Loan                   |
| Sidewinder                                         | 1989                                 | Sachen                                               | Đài Loan                   |
| Silver Eagle                                       | 1994                                 | Sachen                                               | Đài Loan                   |
| Soap Panic                                         | 1991                                 | Hacker International                                 | Nhật Bản                   |
| Somari                                             | ngày 1 tháng 3 năm 1994              | Ge De Industry Co.                                   | Đài Loan,Hàn Quốc,Nhật Bản |
| Strategist                                         | 1991                                 | Sachen                                               | Đài Loan                   |
| Street Heroes                                      | 1994                                 | Sachen                                               | Đài Loan                   |
| Super Aladdin                                      | Không xác định                       | Super Game                                           | Đài Loan                   |
| Super Contra 7                                     | 1996                                 | E.S.C. Co. Ltd                                       | Trung Quốc                 |
| Super Contra X                                     | 1994                                 | TXC Corporation                                      | Đài Loan                   |
| Super Donkey Kong - Xiang Jiao Chuan               | 1994                                 | Liang Yi Productions                                 | Đài Loan                   |
| Super Lion King                                    | Không xác định                       | Super Game                                           | Đài Loan                   |
| Super Shinobi                                      | 1997                                 | Super Game                                           | Đài Loan                   |
| Super Mario World                                  | 1995                                 | J.Y. Company                                         | Đài Loan                   |
| Super Maruo                                        | 1986?                                | Không xác định                                       | Nhật Bản                   |
| Super Pang                                         | 1991                                 | Sachen                                               | Đài Loan                   |
| Super Pang II                                      | 1992                                 | Sachen                                               | Đài Loan                   |
| Tasac                                              | 1992                                 | Sachen                                               | Đài Loan                   |
| Đài Loan 16 Mahjong                                | 1989                                 | Sachen                                               | Đài Loan                   |
| Đài Loan Mahjong II                                | 1992                                 | Sachen                                               | Đài Loan                   |
| The Dragon                                         | 1995                                 | Ramar International Co., LTD.                        | Đài Loan                   |
| The King of Fighters '97                           | 1997                                 | Rex Soft                                             | Đài Loan                   |
| The Lion King III: Timon & Pumbaa                  | 1997                                 | Dragon Co.                                           | Trung Quốc                 |
| The Lion King V: Timon & Pumbaa                    | 1998                                 | Dragon Co.                                           | Trung Quốc                 |
| The Penguin and Seal                               | 1989                                 | Sachen                                               | Đài Loan                   |
| The Great Wall                                     | 1992                                 | Sachen                                               | Đài Loan                   |
| The World of Card Games                            | 1990                                 | Sachen                                               | Đài Loan                   |
| Tom & Jerry 3                                      | 1998                                 | Dragon Co.                                           | Trung Quốc                 |
| Tube Exploration                                   | 1991                                 | Daou Infosys                                         | Hàn Quốc                   |
| Twin Eagle                                         | 1989                                 | Sachen                                               | Đài Loan                   |
| Utaco                                              | Không xác định                       | Miguel                                               | Nhật Bản                   |
| Wait and See!                                      | 1997                                 | Dragon Co.                                           | Trung Quốc                 |
| Zhong Guo Da Heng                                  | Không xác định                       | Sachen                                               | Đài Loan                   |